# ペルガモンの大祭壇
ペルガモンの大祭壇（ペルガモンのだいさいだん、古代ギリシア語：Βωμός τῆς Περγάμου）は、小アジアにあるペルガモンのアクロポリスの一角に築かれた巨大建造物である。ペルガモン王国の王エウメネス2世の治世下、紀元前2世紀前半に建設された。

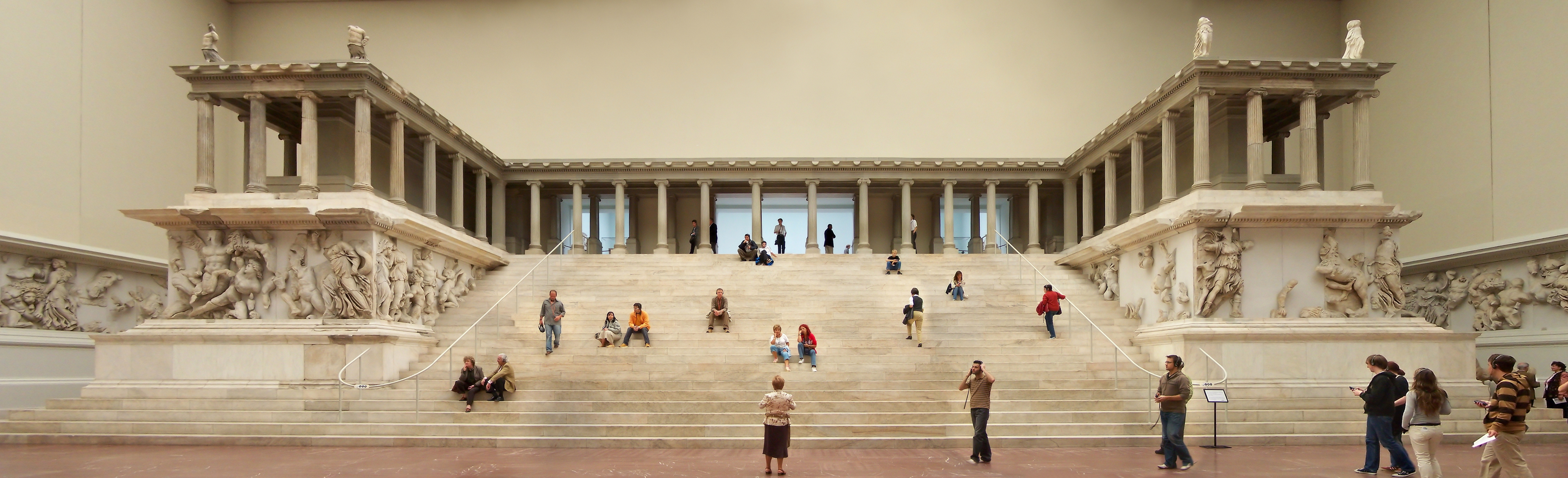
ベルリンのペルガモン博物館に移築されたペルガモンの大祭壇

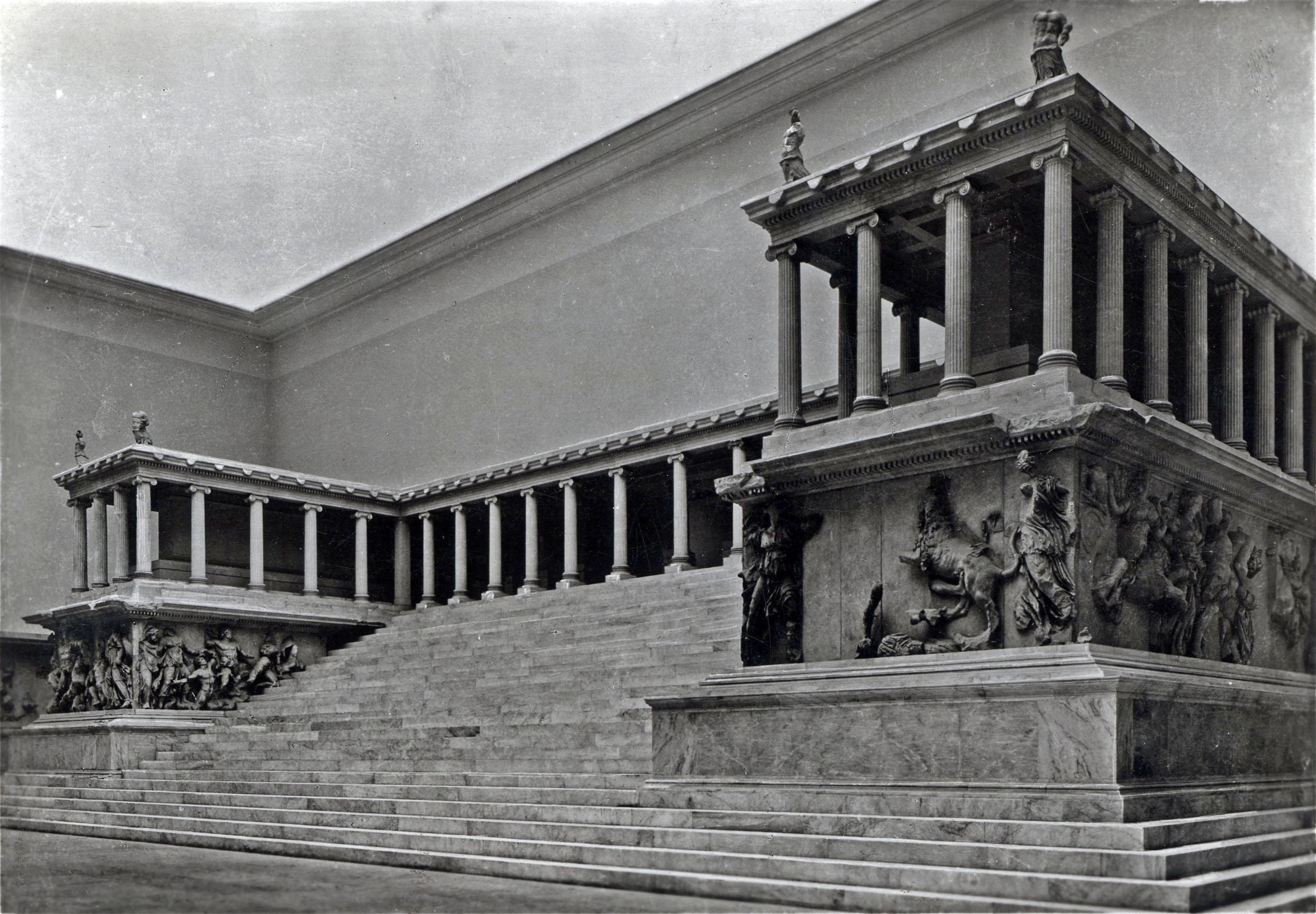
横から撮られた祭壇

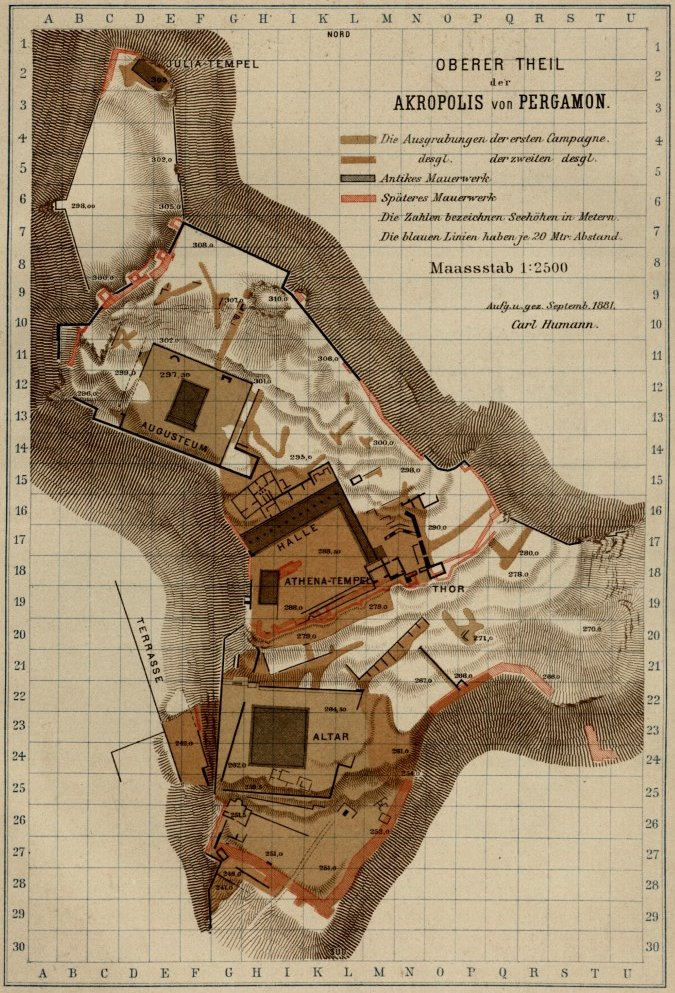
カール・フーマンによるペルガモンのアクロポリスの図

この建造物は幅35.74メートル、高さ33.4メートルであり、正面の階段部分だけでも幅約20メートルに達していた。基壇部にはギガントマキアー（巨人族とオリンポスの神々の戦い）を描いた浮き彫りのフリーズが高浮き彫りで施されている。さらに、階段を上った上部構造の内庭の壁には、祭壇の火台を囲むように第二のフリーズが配置されていたが、こちらはより小規模で保存状態も劣っている。このフリーズは一連の場面によって構成され、ペルガモンの伝説的建国者テーレポスの生涯を描いている。テーレポスは英雄ヘラクレスと、テゲア王アレオスの娘の一人アウゲーとの間に生まれたとされている。
1878年、ドイツの技師カール・フーマンがペルガモンのアクロポリスで正式な発掘調査を開始し、この作業は1886年まで続けられた。その後、ペルガモンの大祭壇の浮き彫りパネルはベルリンへと移送され、ペルガモン博物館に展示されることとなった。

## 古代

### 歴史的背景

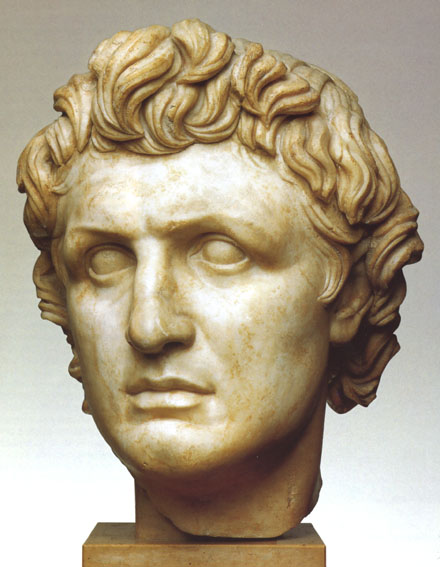
エウメネス2世の治世初期に作られたと推定される頭部像。アッタロス1世の頭部だとされている。

紀元前3世紀初頭にフィレタイロスによって建国されたペルガモン王国は、当初はヘレニズム時代のセレウコス朝の一部であった。エウメネス1世の甥で後継者であるアッタロス1世は、ケルト系民族ガラティア人を紀元前228年に撃退したのち、自らを王と称し、領土の完全な独立を達成した。ガラティア人はペルガモン王国にとって重大な脅威であり、この勝利によってアッタロス1世の権力は強化され、彼はその安定化に努めた。
アッタロス1世は、小アジアにおいて衰退しつつあったセレウコス朝から領土を獲得し、一時的に王国の版図を拡大することに成功した。これに対し、セレウコス朝のアンティオコス3世による反攻はペルガモンの城門にまで迫ったが、王国の独立を終わらせるには至らなかった。セレウコス朝が東方で再び勢力を強めつつあったため、アッタロス1世は関心を西方のギリシア本土へと転じ、エウボイア島の大部分を占領することに成功した。
彼の子であるエウメネス2世は、ガラティア人の影響力をさらに抑え、弟のアッタロス2世とともに統治した。アッタロス2世は後に王位を継承している。紀元前188年のアパメイア条約では、エウメネス2世がローマの同盟国としてセレウコス朝の小アジアにおける影響力を大幅に削ぐことに成功した。
このように、アッタロス朝は新興勢力として台頭し、壮大な建築物の建設を通じて外部に対する威信の誇示を図った。
『ヨハネの黙示録』2章12–13節を引用し、ペルガモンの大祭壇こそが「サタンの座」であるとする見解を唱える研究者も多い。

### 奉献及び建設時期
20世紀後半までは、エウメネス2世が紀元前184年にケルト系のトリストアギイ族とその指導者オルティアゴンに対する勝利を記念して、大祭壇を奉納したとする説が一部の学者の間で有力であった。しかし、その後の祭壇の構造および浮き彫りの調査により、この祭壇は特定の戦勝を記念して構想されたものではないとの結論が導かれている。
ペルガモン王国における戦勝記念碑の意匠は、古代文献や現存する記念碑の遺構によって知られており、それらの形式はペルガモンの大祭壇の設計とは異なる。
ペルガモンの大祭壇の外壁に描かれたギガントマキアーのフリーズは、当時の軍事遠征との直接的な関連をほとんど示していない。ただし、東側のフリーズに描かれた巨人の円盾に刻まれた「ヴェルギナの太陽」や、北側のフリーズに登場する神の手にあるケルト風の長楯など、わずかな象徴的要素は例外である。この装飾帯におけるオリンポスの神々の戦いは、むしろ宇宙論的な出来事であり、倫理的に普遍的な意味合いを持つものとして表現されている。加えて、現存する奉献銘の断片的な文言も、祭壇が「神々の恩寵」に感謝して奉納されたことを示唆している。奉献の対象としては、ギガントマキアーのフリーズにおいて特に重要な位置を占めるゼウス（神々の父）とその娘であるアテナが想定される。
建築史・都市計画の観点からも、この祭壇の年代を推定する重要な手がかりが得られる。ペルガモンのアクロポリスにおいてヘレニズム時代の宮廷における最重要の大理石建築として、際立った位置に建てられたことは、この祭壇がエウメネス2世によるアクロポリス整備計画の総仕上げとして建設されたのではないことを示唆している。しかし、エウメネス2世の治世末期の出来事、すなわちローマとの関係の希薄化や、紀元前166年のサルディスにおけるケルト人への勝利がペルガモンの大祭壇の二つのフリーズに反映されているという見解は、あくまで推測の域を出ないものであり、祭壇の建設時期を後期に比定する根拠としては不十分である。内側に設けられたテーレポスのフリーズは、英雄ヘラクレスの子テーレポスの伝説的生涯を描いたものであり、ペルガモンがローマよりも優れていることを象徴的に示す意図があると解釈されている。ローマの建国者ロムルスが伝承上「雌狼に育てられた」とされるのに対し、アッタロス朝が祖とするテーレポスは雌ライオンに授乳されている場面がフリーズに描かれている。このフリーズの制作時期は、紀元前170年頃から、少なくともエウメネス2世の死（紀元前159年）までの間と推定されている。また、祭壇の建設年代に関する最新の提案のひとつは、バーナード・アンドレーエによる2001年の研究に見られる。彼の見解によれば、この祭壇は紀元前166年から156年の間に建てられたものであり、ペルガモン王国（特にエウメネス2世）のマケドニア人、ガラティア人、セレウコス朝に対する勝利を記念する「総合的な勝利記念碑」であったとされる。
設計者には、ギリシャ彫刻史における七人の巨匠の最後の一人であるPhyromachosが挙げられている。この七人とは、ミュロン、ペイディアス、ポリュクレイトス、スコパス、プラクシテレス、リュシッポス、そしてPhyromachosである。
祭壇の基礎部分から出土した陶片は紀元前172～171年に遡るとされ、これにより建設はそれ以降と推定される。また、紀元前166年まで多額の戦費が必要であったことから、それ以前に建設を開始することは難しく、工事の開始はおそらく166年以降であったと考えられる。

### 利用
発見当初の認識とは異なり、ペルガモン祭壇は神殿ではなく、おそらく神殿の「祭壇部分」であったと考えられている。もっとも、通常、祭壇は神殿の前の屋外に置かれるものである。この祭壇の宗教的中心が、その上方のアクロポリスのテラスにあるアテナ神殿だった可能性が指摘されており、この祭壇は専ら「犠牲儀礼（供犠）」の場として機能していたとも推定されている。この説は、祭壇付近から出土した複数の像台や奉納碑文（寄進者がアテナに捧げたことを明記している）によって裏付けられている。別の説としては、ゼウスとアテナの両神が共に崇拝されていたという可能性や、祭壇が独立した機能を果たしていたという可能性もある。神殿には必ず祭壇が設けられていたが、祭壇が神殿を伴う必要はない。例えば、家庭内に置かれる小型の祭壇もあれば、ペルガモン祭壇のように巨大なものもある。なお、現存する碑文の断片は少なく、この祭壇がどの神に捧げられたかを断定するには情報が不十分である。

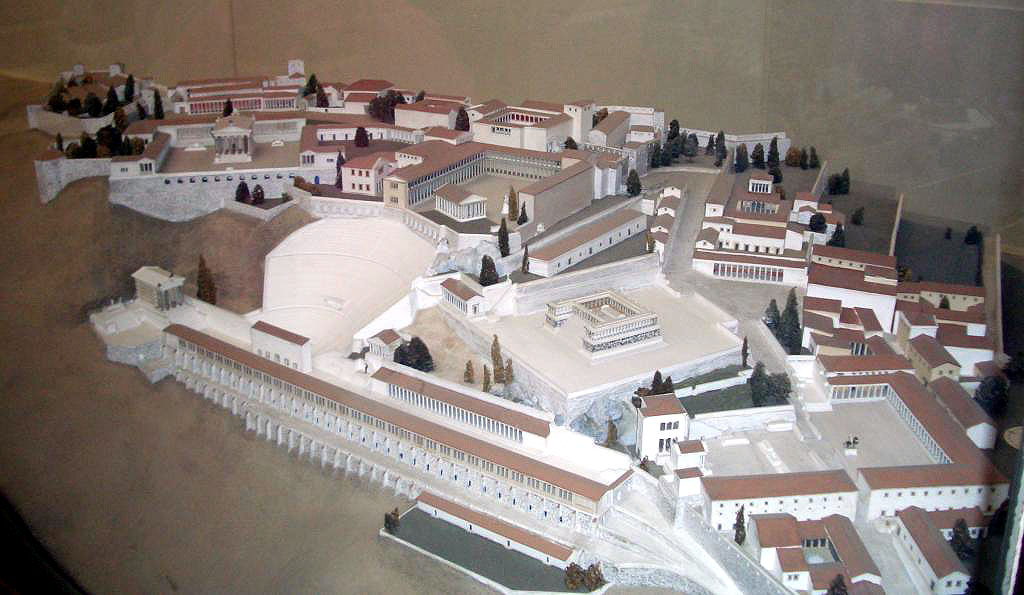
ベルリンのペルガモン博物館に展示されている、紀元前2世紀のペルガモンのアクロポリスの模型（ローマ時代の増築部分を含む）。祭壇は中央付近のテラス上にあり、階段は左（西）を向いている。

これまでのところ、これらの諸説のいずれも一般に受け入れられてはいない。このような状況を受けて、ペルガモンにおける長年の発掘調査責任者であったWolfgang Radtは、次のように結論づけた。

ペルガモンの最も有名な芸術的傑作に関しては、建設者も建設年代も建設の目的や契機も、いまだに研究上の議論が尽きることはない。
祭壇で行われていた供犠の性質についても不確かである。巨大な祭壇建造物の内部にある比較的小さな火祭壇の遺構から判断すると、少なくともその形状は馬蹄形に近いものであったと推定される。祭壇は両側に張り出した翼部を持ち、正面には一段または複数の階段があったとみられる。ここで犠牲動物の腿肉が焼かれていた可能性もあるが、香やワイン、果物などのLibationにのみ用いられていた可能性も同様に考えられる。火祭壇への立ち入りは、おそらく司祭、王家の関係者、そして限られた外国客のみが許されていたと推測されている。
Henriette Groenewegen-Frankfortと Bernard Ashmole は、この祭壇を使用したギリシャ人は、祭壇に描かれた出来事を現実のものとは信じていなかったと確信している。また、祭壇の芸術表現は、ペルガモンで広く知られていた既存の神話を基にしていると述べている。

### 古代末期
おそらく2世紀のことと思われるが、ローマ人のLucius Ampelius は著書『liber memorialis』の第8章「Miracula Mundi」の中で次のように記している。「ペルガモンには、高さ約12メートルの大理石製の巨大な祭壇があり、そこには巨人族との戦い（ギガントマキアー）が描かれている」。古代全体を通じてこの祭壇に言及している記述は、この彼の報告と、オリンピアにおける犠牲の慣習をペルガモンと比較する Pausaniasのコメントだけである。これは意外なことである。というのも、古代の著述家たちは通常、このような芸術作品については多くを書き残しているからである。このように古代からの文献記録がほとんど存在しないことに対し、さまざまな解釈が提起されている。ひとつの可能性は、このヘレニズム期の祭壇が古典期（特にアッティカ期）のギリシャ美術に属していないため、ローマ人にとって重要とは見なされなかったというものである。ローマ人が価値を認め、言及に値すると考えたのは、古典期の芸術と、それに基づく価値観のみであった。この見解は、18世紀以降のドイツの研究者たち、とりわけヨハン・ヨアヒム・ヴィンケルマンの著作が知られるようになってから、広く受け入れられるようになった。また、この祭壇を視覚的に描いた唯一の資料は、ローマ帝政期の硬貨に刻まれた簡略化された図像のみである。

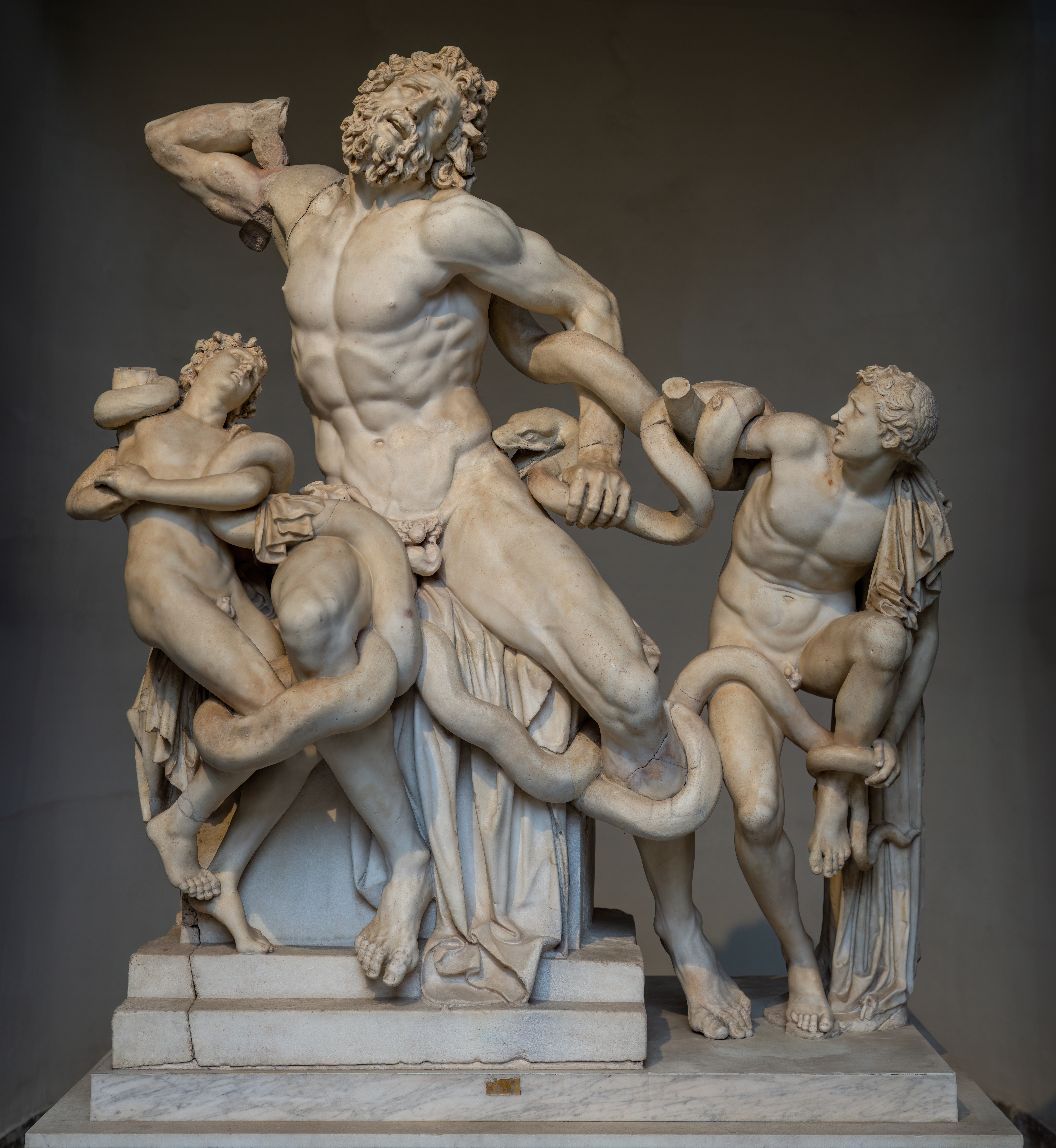
バチカン美術館のラオコーン像

20世紀に入って、古典期以外の時代に属する古代美術の評価と解釈が再検討されるようになった結果、現在では、ペルガモンの大祭壇がヘレニズム美術の最高傑作のひとつ、あるいは頂点であることに異論はない。バチカン美術館にあるラオコーン像は、今日でも古代美術の中でも特に優れた作例として評価されている数少ない彫刻のひとつであり、古代においてすでに「絵画と彫刻のすべての作品を凌駕する傑作」として称えられていた。この作品のオリジナルは、ペルガモンの工房で制作され、ペルガモン祭壇とほぼ同時期に作られた可能性があるとも考えられている。興味深いことに、ラオコーンと姿勢や描写の上で非常によく似ている巨人族のAlkyoneusが、ペルガモン祭壇の女神アテナの相手として描かれており、このフリーズ断片が発見された際に、「これで我々もラオコーンを手に入れた！」という叫び声が上がったという逸話もある。

## 発見から公開まで

### 古代から発掘まで
キリスト教の台頭に伴い、この祭壇は、遅くとも古代末期には本来の機能を失った。7世紀には、アラブ人の侵攻に備えてペルガモンのアクロポリスは大々的に要塞化された。その過程で、ペルガモンの祭壇を含むいくつかの建造物が、建材として再利用されるために部分的に破壊された。それにもかかわらず、716年にアラブ軍によって都市は陥落し、一時的に占領されたものの、「重要ではない」と見なされて放棄された。その後、12世紀になってようやく再び定住が始まり、13世紀頃にペルガモンはKarasid朝の手に落ちた。
1431年から1444年の間に、イタリアの人文主義者Judas Cyriacusがペルガモンを訪れ、その様子を自身の日記『commentarii 』に記録した。1625年には、収集家で芸術の庇護者でもあったアランデル伯トマス・ハワードに随行していた聖職者の William Pettyがトルコを巡り、ペルガモンを訪れて、祭壇の浮彫りパネル2枚をイングランドに持ち帰った。この2点は、伯爵のコレクションが散逸した後に忘れ去られ、1960年代になってようやく再発見された。このため、これら2枚のパネルはベルリンでの復元に欠けている。
18世紀後半から19世紀初頭にかけてペルガモンを訪れた他の旅行者には、フランスの外交官で古典学者でもあったMarie-Gabriel-Florent-Auguste de Choiseul-Gouffier、イギリスの建築家Charles Robert Cockerell、ドイツ人の考古学者Otto Magnus von Stackelberg、古典学者Otto Friedrich von Richterなどがいる。また、Marie-Gabriel-Florent-Auguste de Choiseul-Gouffierがペルガモンでの発掘を最初に提案した人物であり、他の3人はアクロポリスの素描を残している。

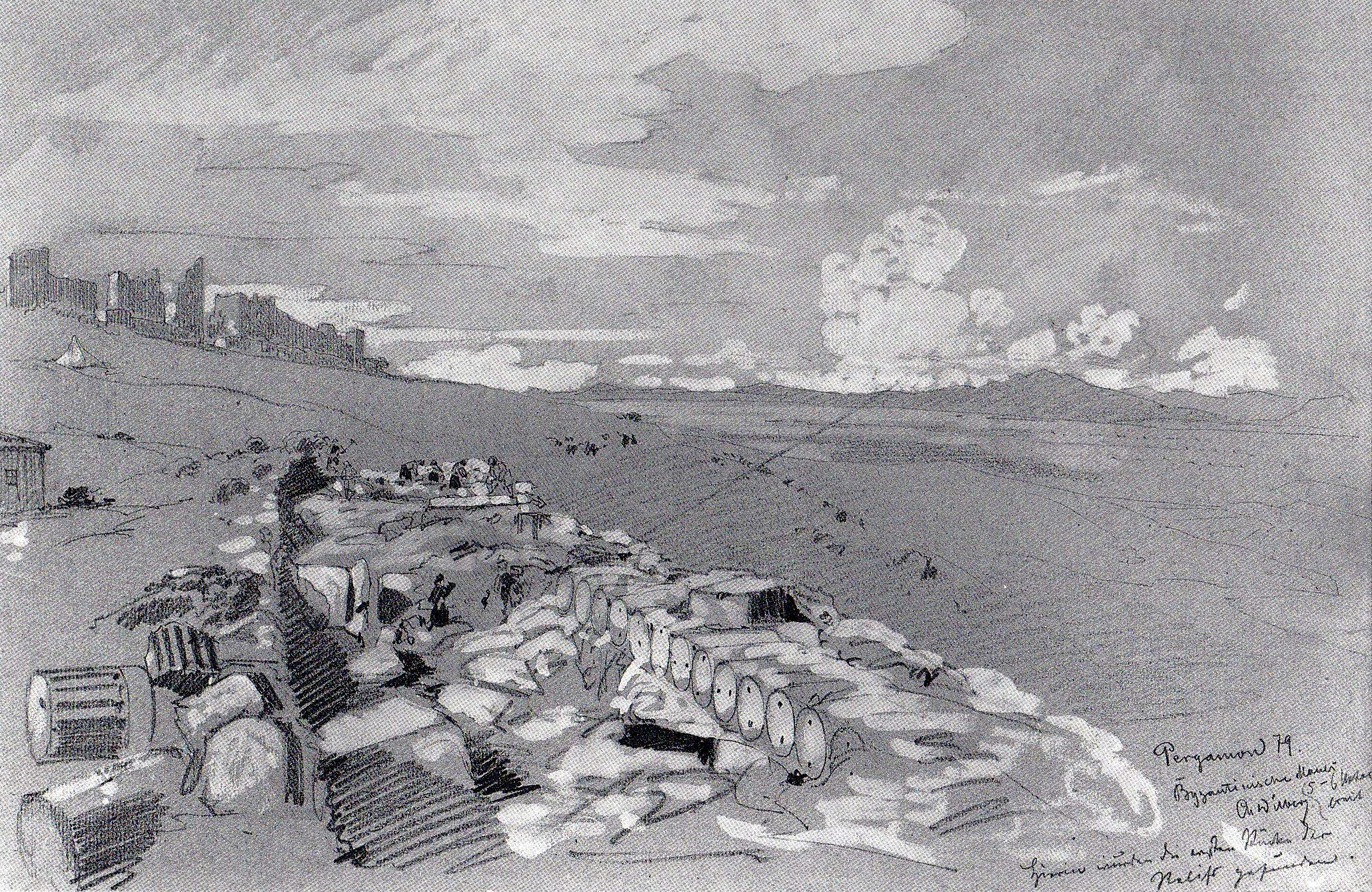
ビザンツの城壁。幅5〜6メートル。ここで最初のレリーフの断片が発見された。（Christian Wilbergによる鉛筆画）

ドイツ人技師カール・フーマンは、1864〜65年に初めてペルガモンを訪れた。彼は地理調査の任務を受けており、その後も何度もこの地を訪れた。フーマンはアクロポリスにある古代遺物の保護を訴え、発掘に協力してくれるパートナーを探し続けた。だが、私的立場の彼には財政的にも物流的にも大規模な発掘を行う力がなかった。発掘作業の早期開始は喫緊の課題であった。なぜなら、古代のペルガモンにあたるベルガマに住む地元住民が、祭壇やその他の地表に残る遺跡を石材採掘場として利用し、古代建造物の遺構を略奪して新たな建物の材料にし、あるいは一部の大理石を焼いて石灰にしていたからである。1871年、フーマンの招待により、ベルリンの古典学者Ernst Curtiusや他のドイツ人学者たちがペルガモンを訪れた。彼は祭壇の浮彫り断片2点を含むいくつかの出土品をベルリンへ送る手配をした。彼はそのレリーフを「人間、馬、野獣の戦い」と表現した。これらの出土品は展示されたが、当初はほとんど注目されなかった。
1877年、ベルリン王立博物館の彫刻部門の館長に任命されたアレクサンダー・コンツェは、祭壇の断片とLucius Ampelius の著書『liber memorialis』を初めて関連づけ、それらの重要性を認識した人物であった。この発見のタイミングは非常に良かった。なぜなら、以下のように1871年のドイツ帝国成立以後、ドイツ政府は文化面においても他の列強と肩を並べることに強い意欲を持っていたからである。

これまでギリシャのオリジナル作品が非常に乏しかった当館の収蔵品にとって、いまやアッティカや小アジア出土の彫刻群（大英博物館所蔵）とほぼ同等、あるいはそれに匹敵する規模を持つギリシャ美術作品を手に入れることは、極めて重要である。
コンツェはただちにフーマンに連絡を取った。当時ヒューマンはトルコで道路建設会社に勤務していた。事態はそこから急速に動いた。ドイツ政府はトルコでの発掘許可を手配し、1878年9月にフーマンとコンツェの指揮のもと発掘が開始された。1886年までにアクロポリスの大部分が調査され、その後の数年間で学術的評価と出版が行われた。1879年以降、オスマン帝国とドイツ政府の協定に基づき、ペルガモン大祭壇の浮彫パネルといくつかの他の断片がベルリンに移送され、古代遺物収集館の所有となった。当時のドイツ側は、この行為によって芸術作品が本来の場所から持ち去られることを十分に認識しており、決して手放しで喜んでいたわけではなかった。 

我々は、偉大な記念碑の遺構をその本来の場所から取り除き、それがかつて創造され、かつてその効果を最大限に発揮していた光や環境を、もはや決して再現することができない場所へと持ち去ることが、何を意味するのかについて無感覚ではない。だが、我々は、ますます徹底的になっていた破壊から、それらを救い出したのだ。当時、フーマンの親友ともなったオスマン・ハムディ・ベイのような人物はまだ現れておらず、彼の助力によってその後に可能となったような、現地に残る遺構を現代都市の石材略奪者から保護するという発想は、当時の我々には想像もできなかった……。

### ベルリンでの展示

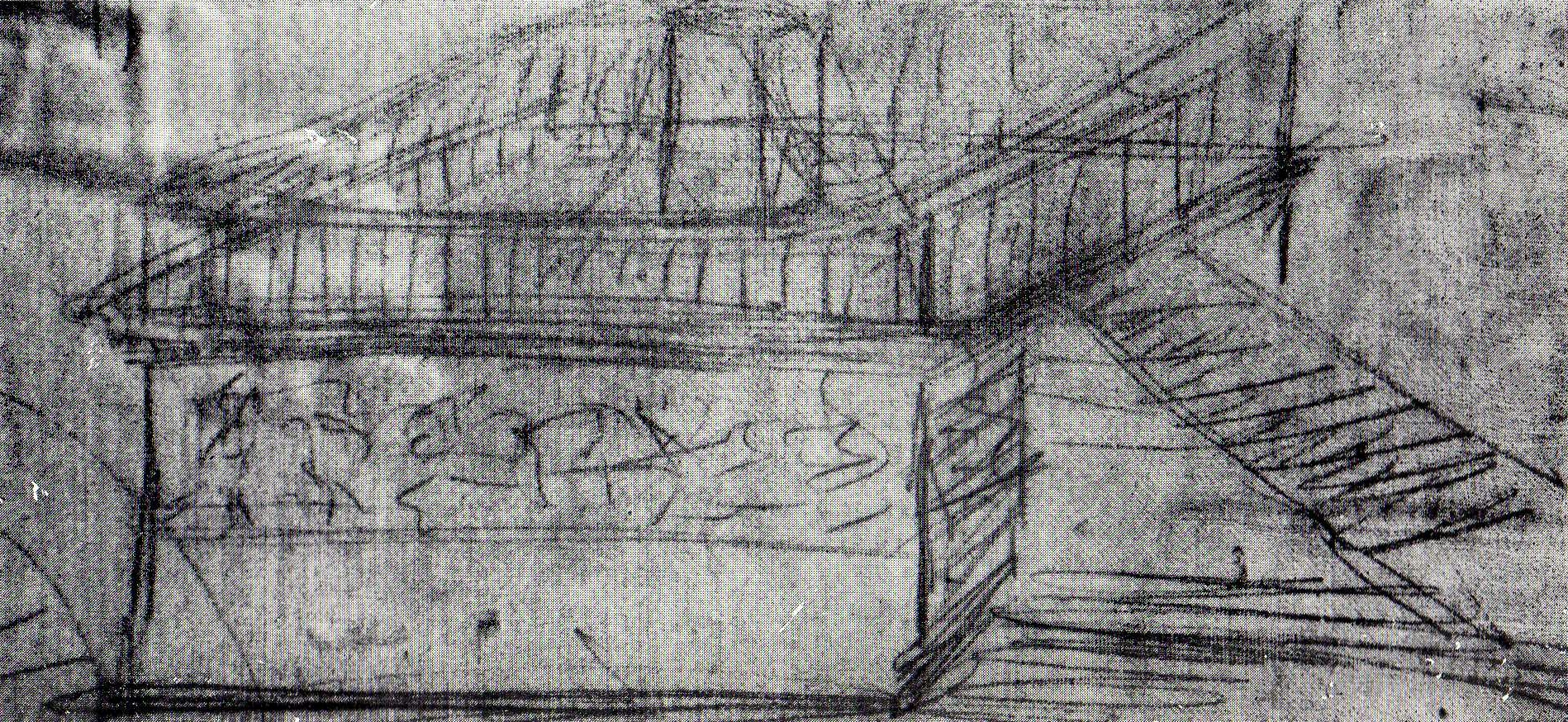
カール・フーマンによるペルガモン祭壇の復元に関する最初のラフスケッチ

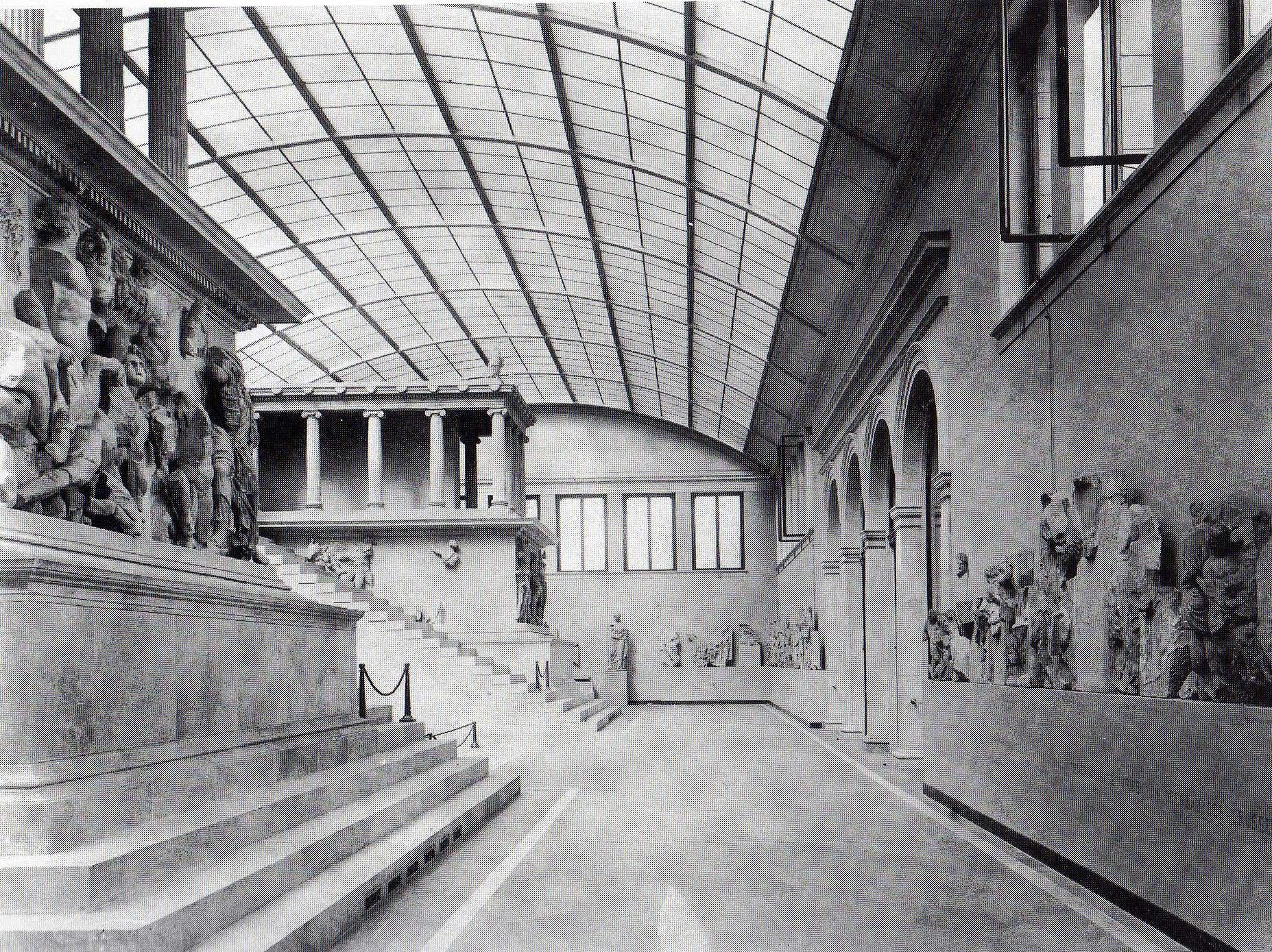
1908年以前の仮設建物内におけるペルガモン祭壇の西面の復元展示

最初、これらの遺物は適切な展示空間に収めることができず、過密状態の旧博物館に収蔵された。特にテーレポスのフリーズは、個々の石板が祭壇と向かい合う壁に単に立てかけられているだけで、適切な展示とは言い難かった。そのため、新たに専用の博物館が建設されることとなった。最初のペルガモン博物館は、Fritz Wolffによって1897年から1899年にかけて建てられ、1901年にカール・フーマンの胸像（Adolf Brütt作）の除幕とともに開館した。この建物は1908年まで使用されたが、あくまで仮設の建物と位置づけられ、本格的な博物館としては設計されていなかった。当初は考古学関連の博物館を4つ建設する計画で、その一つがペルガモン祭壇を展示する予定だったが、この最初の博物館は地盤の問題から取り壊しとなった。さらに、この仮設博物館はそもそも「他の3つの考古学博物館に展示できない遺物のため」の施設として設計されており、祭壇を展示するには最初から手狭であった。この博物館が取り壊された後、テーレポスのフリーズは新博物館の東側回廊の壁に組み込まれた。このときも、窓を設けて外部から作品が見えるようにするという苦肉の策が取られていた。
新しいペルガモン博物館の建物は、Alfred Messelの設計によって建てられたが、第一次世界大戦、1918～1919年のドイツ革命、そして1922～1923年のハイパーインフレーションなどにより、完成は1930年まで大幅に遅れた。この新しい博物館では、ペルガモン祭壇は基本的に現在の形で展示された。中央の大広間に部分的な復元展示が行われ、ギガントマキアーのフリーズが周囲の壁に設置された。テーレポスのフリーズも、本来と同様に階段を上ってたどり着く位置に配置されたが、展示されているのは簡略化された版であり、祭壇全体が再現されなかった理由は不明である。この展示構想は、当時の館長Theodor Wiegandによって進められたが、彼はベルリン博物館群の重鎮Wilhelm von Bodeの構想を踏襲していた。彼は、大英博物館に匹敵する「ドイツの大博物館」を目指しており、多文化的・多地域的な古代建築の代表例を網羅する建築博物館を意図していた。しかし、ペルガモン祭壇全体を復元展示するという統一的なコンセプトは存在せず、また古代オリエントおよび地中海世界の建築を並列展示するという発想のもとでは、祭壇の展示はどうしても縮小・簡略化せざるを得なかった。なお、第二次世界大戦終結までの間、博物館のうち東側の3つの建築展示室のみが、正式に「ペルガモン博物館」と呼ばれていた。

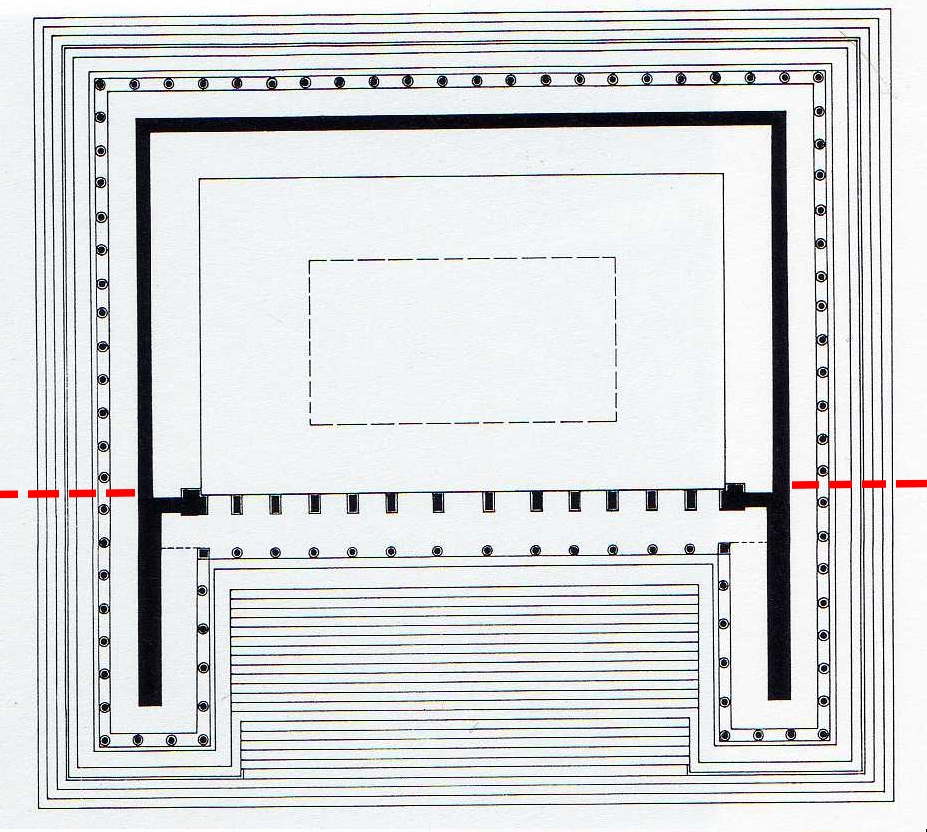
ペルガモン祭壇全体の復元平面図

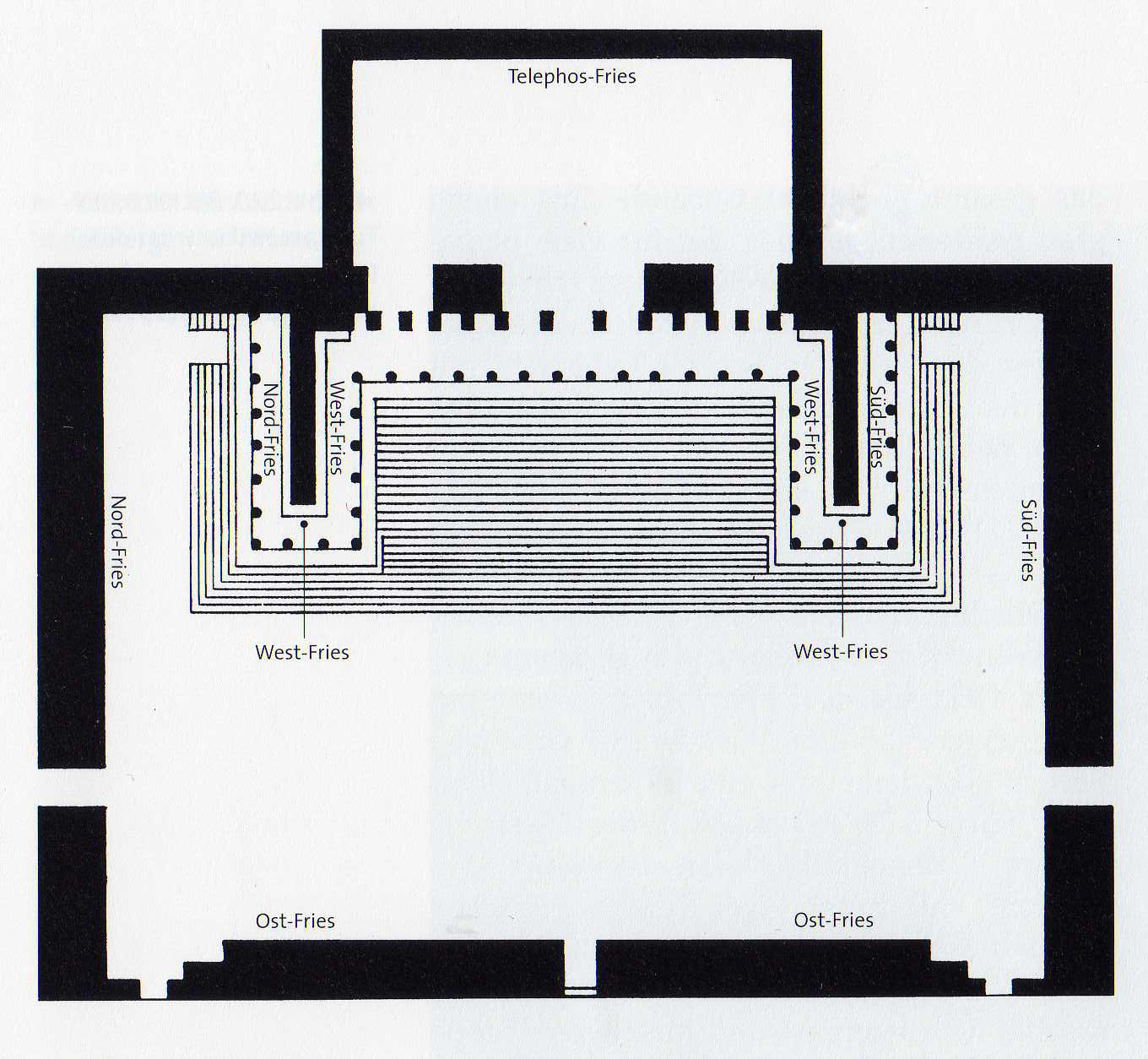
ペルガモン博物館での展示用に改変された祭壇の平面図

1939年、戦争のために博物館は閉館した。2年後レリーフは取り外され他所に保管された。戦争終結時、ベルリン動物園近くの防空壕に保管されていた祭壇の部材は赤軍の手に渡り、戦利品としてソビエト連邦に持ち去られた。それらはレニングラードのエルミタージュ美術館の収蔵庫に保管され、1958年まで戻ることはなかった。1959年、祭壇の断片を含む収蔵品の大部分が東ドイツに返還された。博物館の当時の館長であったカール・ブリューメルのもと、祭壇だけは戦前と同様に展示された。アルテス・ムゼウムが破壊されていたこともあり、他の古代遺物は新たに配置し直された。その年の10月、博物館は再開された。1982年には新たな入口エリアが整備され、博物館見学はペルガモン祭壇から始まるようになった。それ以前は建物の西翼に入口があり、来館者はペルガモン祭壇に到達する前に Vorderasiatisches Museum Berlin を通る必要があった。1990年には、西ベルリンへ避難していたテーレポスのフリーズの9つの頭部がペルガモン博物館に戻された。こうした戦争に関連する出来事は、残されていた祭壇とフリーズの断片に悪影響を与えた。また、それ以前の修復作業にも問題があることが明らかになった。個々の断片をつなぎ合わせ、また壁に固定するために使われていたクランプや留め具は鉄製であり、それが錆び始めていた。錆の広がりにより、大理石が内部から破損するおそれがあった。1990年以降、修復作業は急務となった。1994年から1996年にかけて、1980年代には見学できなかったテレフォスのフリーズの修復が行われた。その後、Silvano Bertolinの指揮のもと、ギガントマキアーの修復が始まった。まず西側のフリーズ、次いで北側と南側、最後に東側が修復され、その費用は300万ユーロを超えた。2004年6月10日、完全に修復されたフリーズが一般公開された。ペルガモン祭壇は、現在では最新の学術的知見に基づいた形で鑑賞できるようになっている。
1998年と2001年に、トルコの文化大臣İstemihan Talayは、祭壇およびその他の遺物の返還を求めた。しかし、この要求は公式なものではなく、現在の基準においても強制力を持つものではなかった。一般的にベルリン国立博物館をはじめとするヨーロッパやアメリカ合衆国の博物館は、ごく例外的な場合を除いて、古代美術品の返還の可能性を否定している。現在、祭壇の基礎部分の大半およびいくつかの壁の遺構は元の場所に残されている。また、後に発見されたフリーズの小片もいくつかトルコに所蔵されている。

## 設計

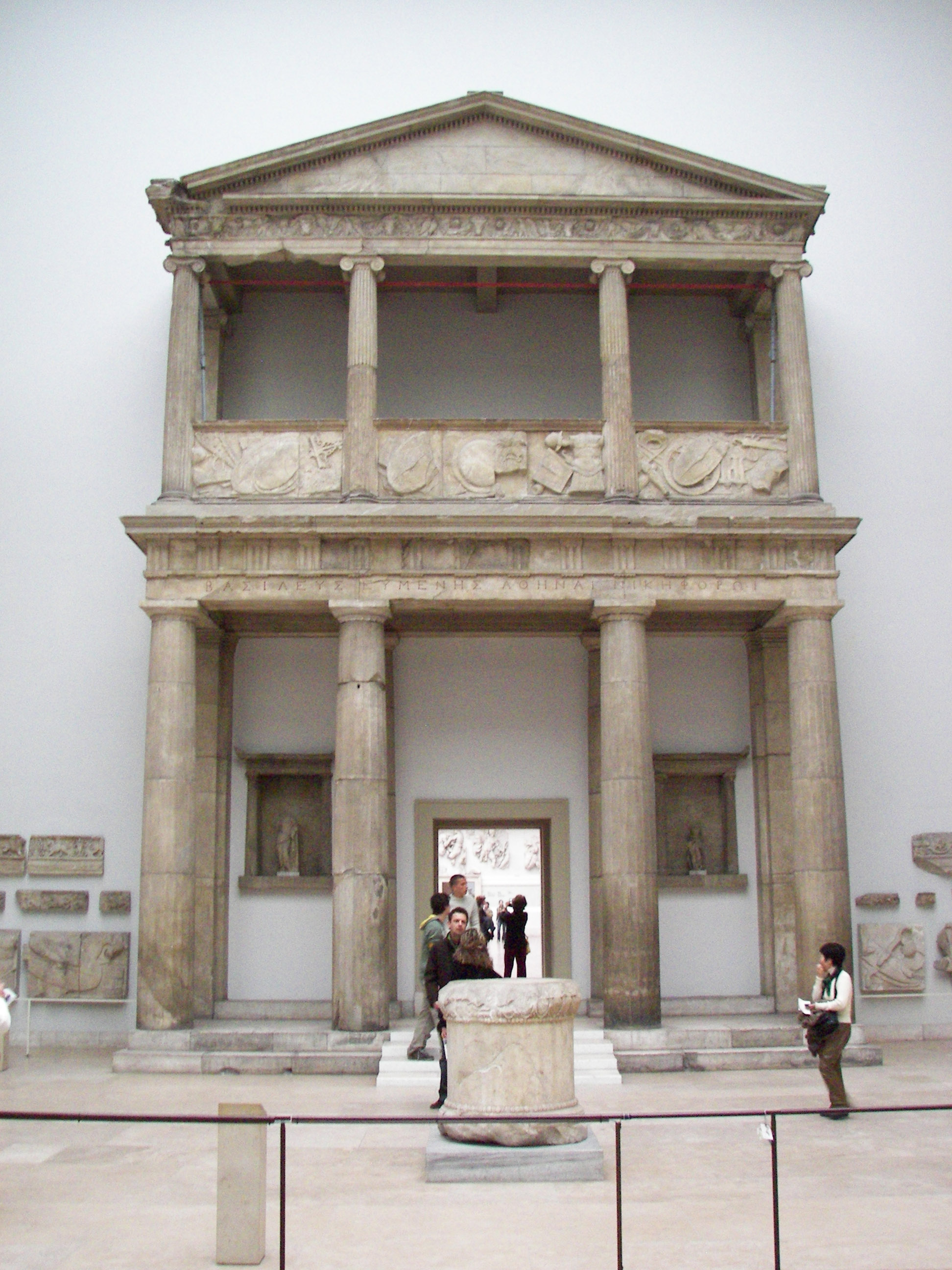
祭壇の上のテラスに元々あったペルガモンのアテナ神殿の入口が復元され、現在はベルリンのペルガモン博物館に展示されている。

ペルガモンにおける祭壇の初期の姿は取り壊され、その後アクロポリスの機能性を高めるために複数のテラスが設けられた。市街地の下部とアクロポリスを結ぶ道は、拡張され独立した形となった祭壇区域のすぐ脇を通過しており、東側からその区域へと入ることができた。したがって、古代の訪問者が最初に目にしたのは、祭壇の東面に配されたフリーズであり、そこにはギリシアの主要な神々が描かれていた。東面フリーズの右（北）側には、ヘラ、ヘラクレス、ゼウス、アテナ、アレスが戦う姿が描かれていた。その背景右側には別のテラスの壁があり、そこには多数の彫像が安置されていたと考えられるほか、その上のテラスには、150年前に建設された簡素なドーリア式のアテナ神殿が視界に入っていた。祭壇の西側は、階段部分がアテナ神殿と一直線に並ぶよう配置されていたが、高さには差があった。祭壇はアクロポリスの再設計と密接に関係して築かれた新たな中心的建造物であり、神々への奉納物としての意味合いを有していたと考えられ、このように自由にアクセス可能な構成によって、訪問者は祭壇の周囲を巡ることができ、結果として多様な視点や鑑賞の流れが意図されたとみられる。

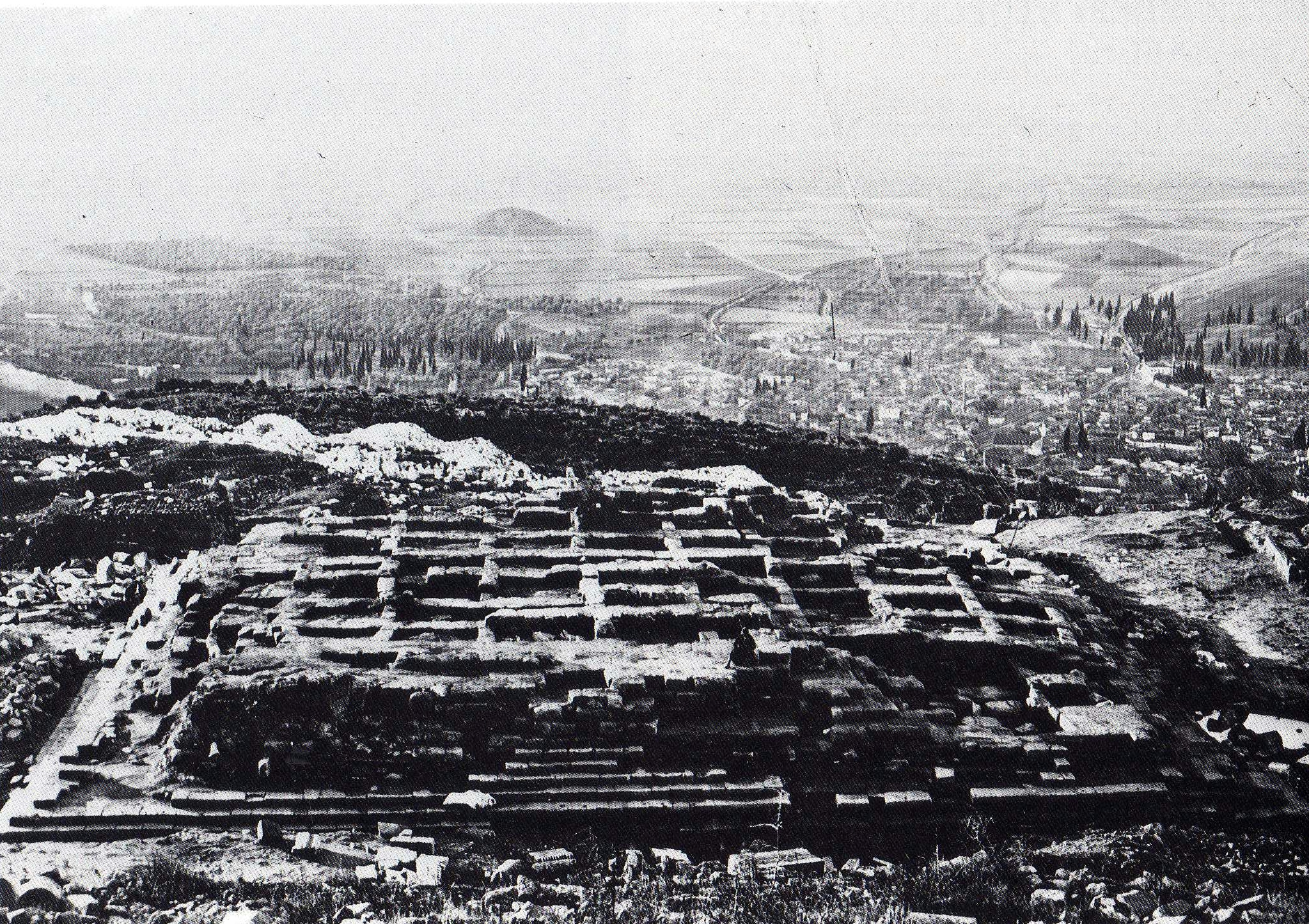
発掘後のペルガモン祭壇の基礎部分（1880年頃）

祭壇の平面形はほぼ正方形に近く、この点においてイオニア式のモデルに従っていた。イオニア式では、実際の供犠用の祭壇を三方の壁で囲い、開かれた一方から階段によってアクセスできる形式が一般的であった。宗教的理由により、こうした祭壇は通常東向きに配置され、供物を捧げる者は西側から祭壇に入る構造となっていた。ペルガモンの祭壇もこの伝統に倣っていたが、真に記念碑的な規模でそれを実現している。

巨大でほぼ正方形の基壇は、幅35.64メートル、奥行き33.4メートルに達し、全体を取り囲む形で五段の階が設けられていた。西側にある階段部分は約20メートルの幅があり、高さおよそ6メートルの下層構造と接続していた。基礎部分の中核には格子状に配置された凝灰岩の交差壁があり、これによって耐震性が高められていた。この基礎は現在もペルガモンの現地で保存されており、見学が可能である。上層の可視構造は、台座、高浮彫による場面が刻まれた高さ2.3メートルのフリーズ、そして厚みのある張り出しのあるコーニスから構成されていた。使用されたのはマルマラ島産の灰色の縞模様を持つ大理石で、これはペルガモンで一般的に用いられたものである。この大型フリーズやテーレポス・フリーズ、基礎部分にはProconnesus 産大理石に加え、化石の混入が目視できるより暗色のレスボス島Μόρια産の大理石も使用されていた。

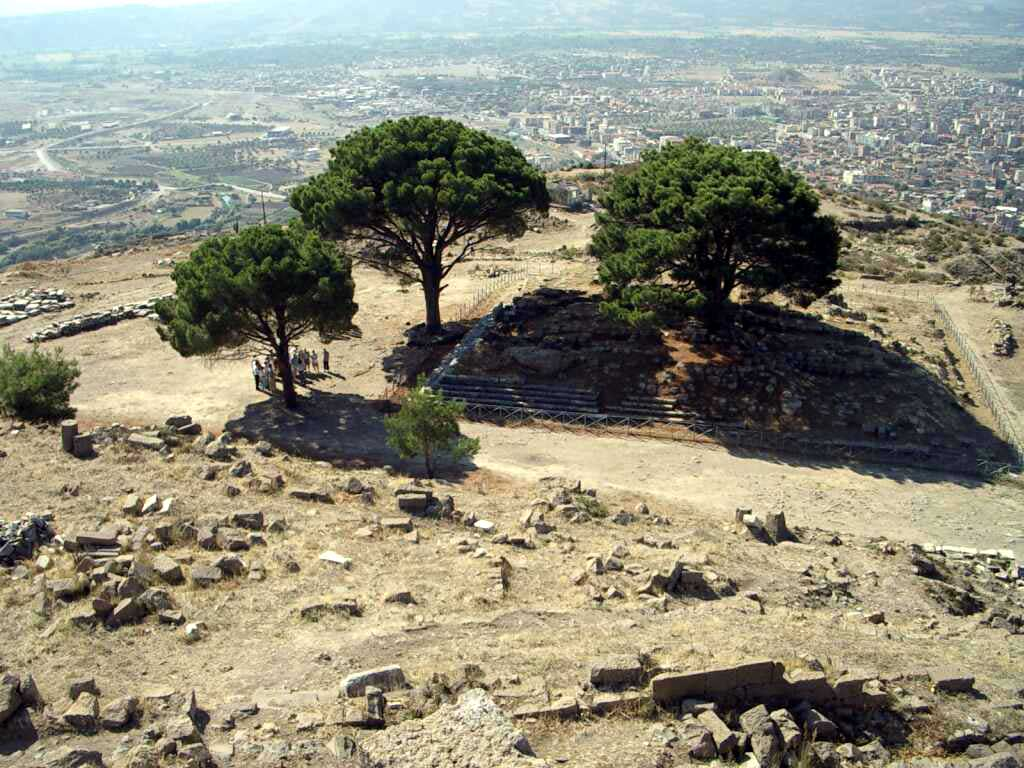
ペルガモンの祭壇基礎（2005年撮影）

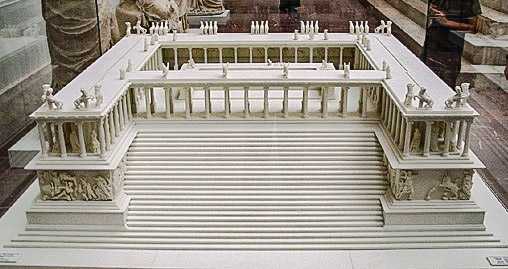
古代の祭壇の想定復元模型（博物館展示）

このフリーズの全長は113メートルにおよび、古代ギリシアにおける現存するフリーズとしてはパルテノン神殿のものに次いで最長である。西側では、およそ20メートル幅の階段によって中断されており、この階段はその側の基壇に食い込む形で構築され、列柱を備えた上部構造へと通じている。この階段の両側には、全体を取り囲むフリーズと同様の様式で構築・装飾された突出部がある。
三翼構造をなす上部構造は、基壇と比較すると相対的に幅が狭く、周囲を囲む柱には複数の輪郭を持つ台座とイオニア式の柱頭が見られる。屋根の上には、多数の彫像が設置されていた。戦車を駆る四頭立ての馬であるクアドリガ、グリフォン、ケンタウロス、神々の像、さらには未完成のガーゴイルなどである。上部のホールは、間隔の広い柱配置により広々とした印象を与える。さらに、祭火用の祭壇が置かれていた内庭にも列柱ホールを設ける計画があったが、実現には至らなかった。この内庭には、都市の神話上の創設者であるテーレポスの生涯を描いたフリーズが、鑑賞者の目の高さにあたる位置に設置された。
彩色の痕跡は現在まで確認されていないものの、古代においては建造物全体が鮮やかに塗装されていたと考えられている。

### ギガントマキアーのフリーズ
このフリーズは、オリンポスの神々と原初の女神ガイアの子である巨人族との間に繰り広げられた戦争を描いている。このフリーズにおいて、神々はそれぞれの神話的属性に従って表現されている。各面の描写は常に左から右へと進行する構成となっている。

#### 東側のフリーズ

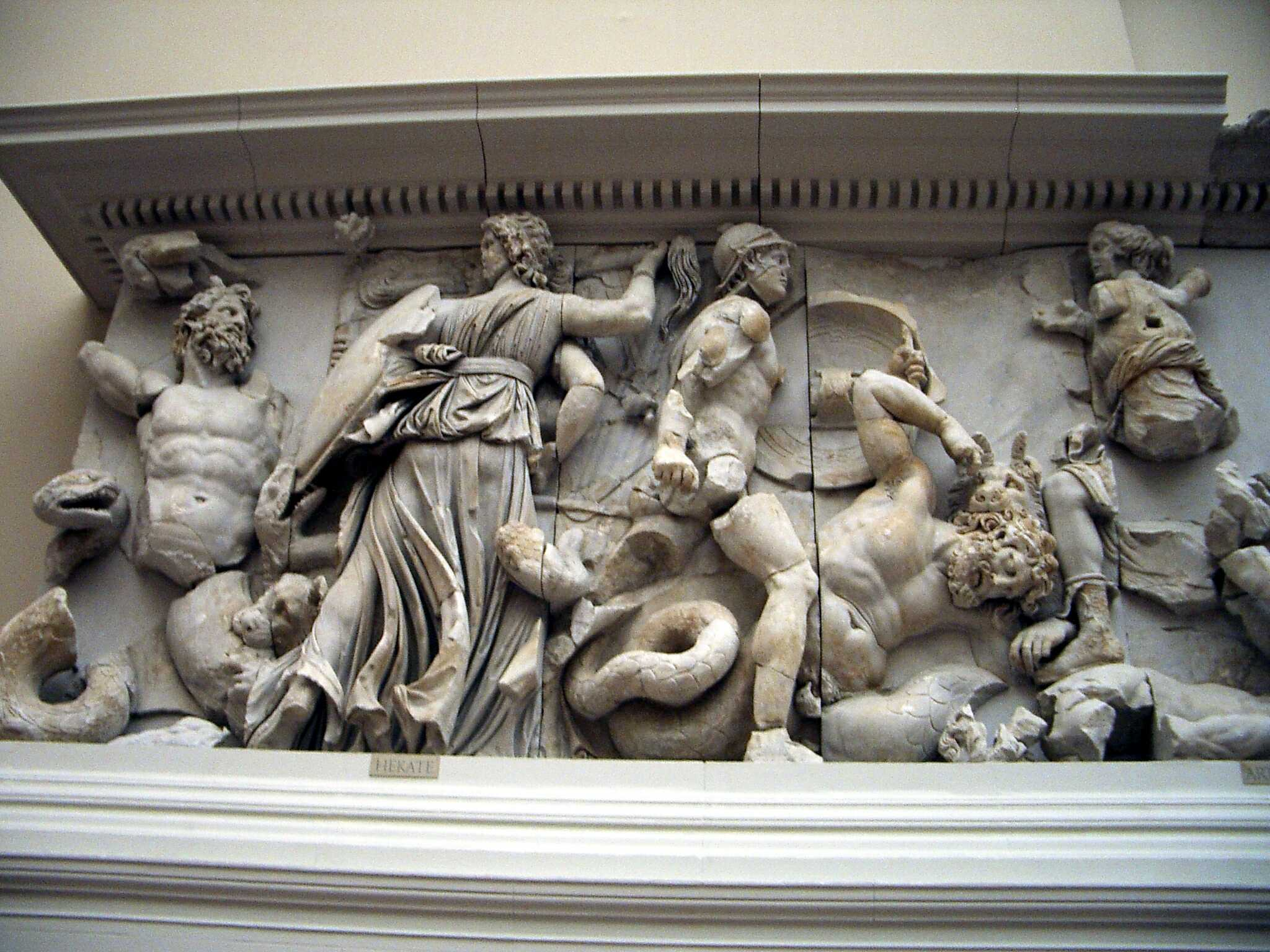
ヘカテがクリティオスと戦う場面（左）アルテミスがオトスと戦う場面（右）

前述の通り、古代の来訪者が祭壇区域に入った際に最初に目にしたのは東側の面であった。この面にはほとんどすべての主要なオリンポスの神々が集結していた。左端には、三面の女神ヘカテが描かれており、松明、剣、槍をそれぞれの化身で持ち、巨人クリュティオスと戦っている。その隣には狩猟の女神アルテミスがおり、彼女の役割にふさわしく弓矢を用いて、おそらくはアローアダイと思われる巨人と戦っている。彼女の猟犬は別の巨人の首筋にかみついてこれを倒している。アルテミスの母レートーは、彼女の隣で、ティテュオスと推測される翼を持ち鳥の爪を備え、猿のような顔と蛇の尾を持つ巨人に大きな松明を突き立てて戦っている。その反対側には、アルテミスの双子の兄アポロンがおり、彼もまた弓矢を手にして戦っている。アポロンはすでに巨人を射抜いており、その巨人はアポロンの足元に倒れている。

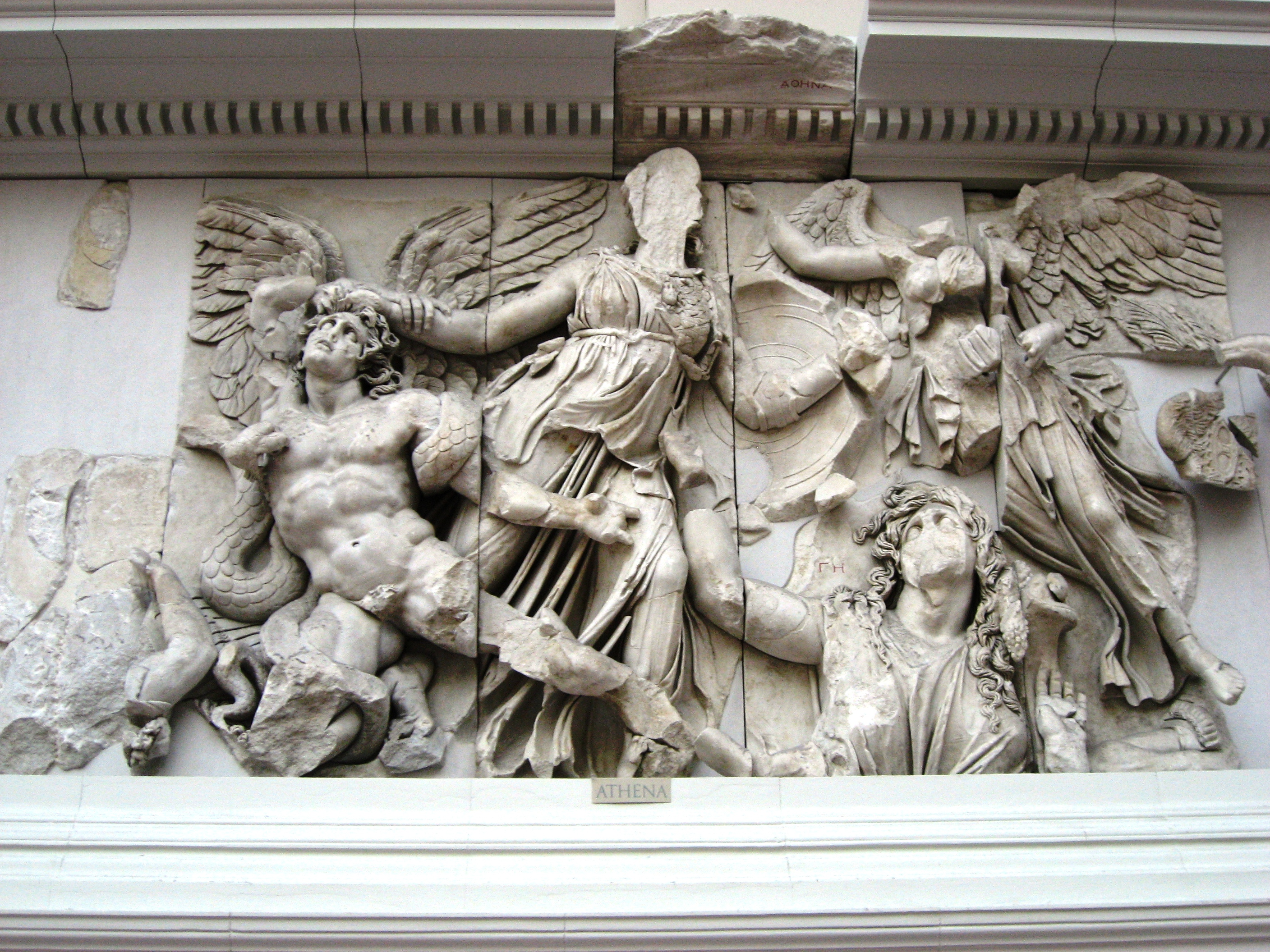
アテナとニケがアルキオネウスと戦う場面（左）大地の女神ガイアが地面から立ち上がる場面（右）

次の浮彫りパネルはほとんど現存していないが、女神デメテルが描かれていたと推定されている。その次に現れるのはヘラであり、クアドリガに乗って戦闘に加わっている。戦車を引く四頭の翼を持つ馬は、それぞれ南風ノトス、北風ボレアス、西風ゼピュロス、東風エウロスといった四風の人格化とされる。ヘラとその夫ゼウスの間には、ヘラクレスが戦っており、彼の存在はライオンの毛皮の爪の一部が浮彫りの断片として残されていることで特定されている。ゼウスは特に力強く敏捷に描かれており、雷霆を投げ、雨と雲を呼び起こして、二人の若い巨人およびその指導者ポルピュリオンに対抗している。
その次の戦闘場面もとりわけ重要である。都市女神アテナが、巨人アルキュオネウスを地面から引き離す場面が描かれている。その足元からは、巨人たちの母ガイアが姿を現している。伝説によれば、アルキュオネウスは地面に触れている間だけ不死であり、大地の母の力が彼を通して流れていたとされる。東側のフリーズは戦車と一対の馬とともに戦場に赴く戦の神アレスの場面で締めくくられ、その馬は翼を持つ巨人の前で立ち上がっている。

#### 南側のフリーズ
戦いの描写は、小アジアの大母神であるレアまたはキュベレから始まる。彼女は弓矢を携え、ライオンに乗って戦場へと突進する。左側にはゼウスの鷲が描かれており、その爪には雷霆の束を掴んでいる。レアの隣では、三柱の不死の神々が、たくましい牛のような首をもつ巨人と戦っている。最初に現れる女神は身元不明であるが、彼女の後には、両頭のハンマーを高く掲げるヘーパイストスが続く。さらにその後には、膝をつきつつ巨人の体に槍を突き刺しているもう一柱の身元不明の神が描かれている。

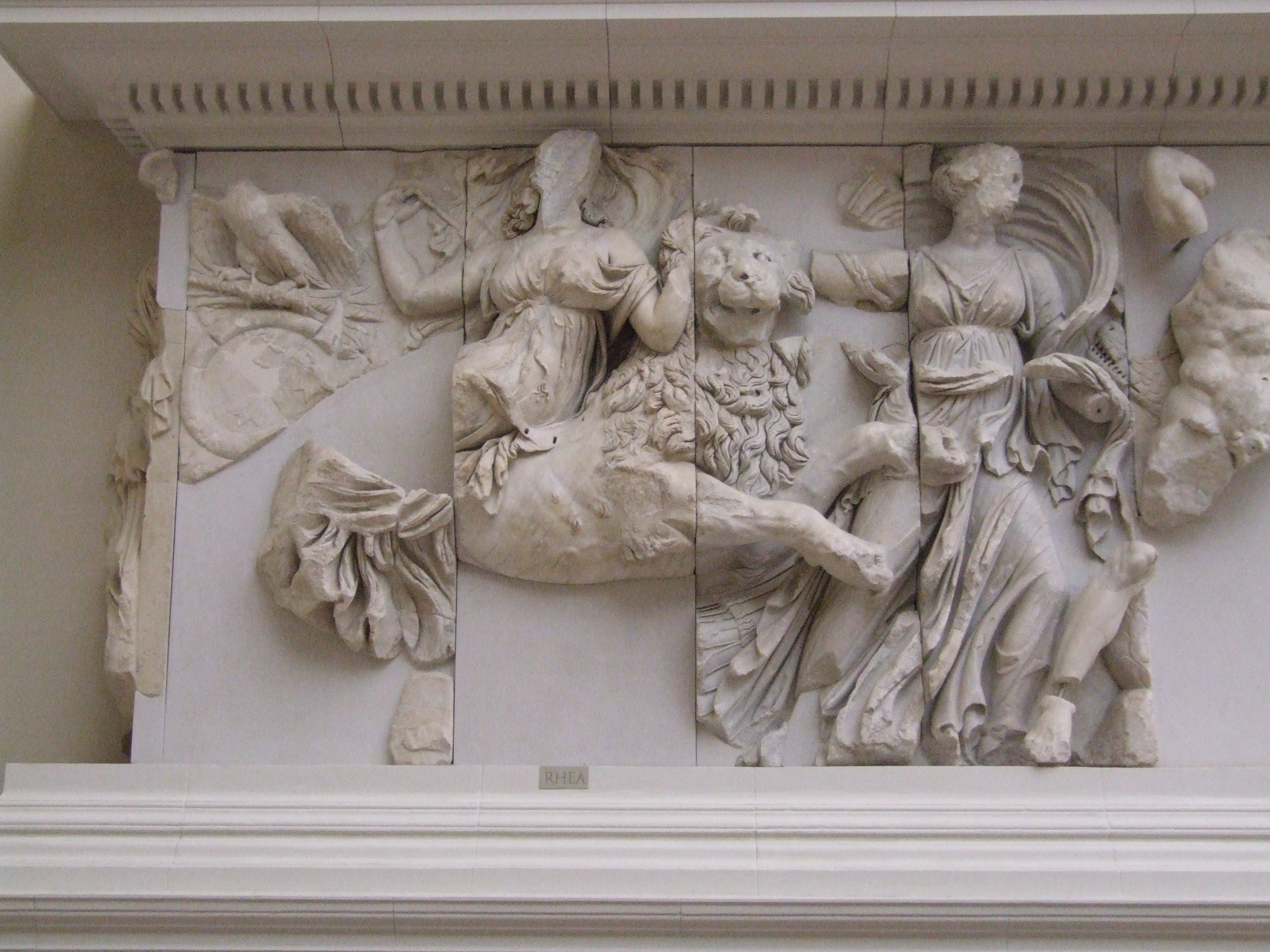
ライオンに乗るキュベレとレア

続いて現れるのは天界に属する神々である。暁の女神エーオースは横乗りで戦場に駆け込み、馬の手綱を引きつつ、松明を武器として前方に突き出している。その後には、太陽神ヘーリオスが登場する。彼はクアドリガを駆って海から昇り、松明を手にして戦いへ加わる。彼の標的は彼の進路をふさぐように立ちはだかる巨人であり、既に別の巨人を踏み越えた姿が描かれている。さらにその後には、輝きの女神であるテイアが自らの子どもたちに囲まれて続く。その傍らには、母の隣に位置しつつ背を観客に向けるかたちで、月の女神セレーネーが登場し騾馬に乗って巨人の上を踏み越えている。
南側フリーズの後半三分の一には身元不詳の若い神が描かれており、彼は天空神アイテールである可能性が指摘されている。この神は、蛇の脚を持ち、人間の胴体にライオンの前足と頭部を備えた巨人を羽交い絞めにしている。その隣には明らかに高齢と見える神が登場し、ウーラノスであると考えられている。その左には、彼の娘であり正義の女神であるテミスが位置する。フリーズの終端（鑑賞の順路によっては始端）には、松明を携えたポイベーとその娘で剣を持つアステリアが配置されている。両者は犬を伴っている。

#### 西側のフリーズ

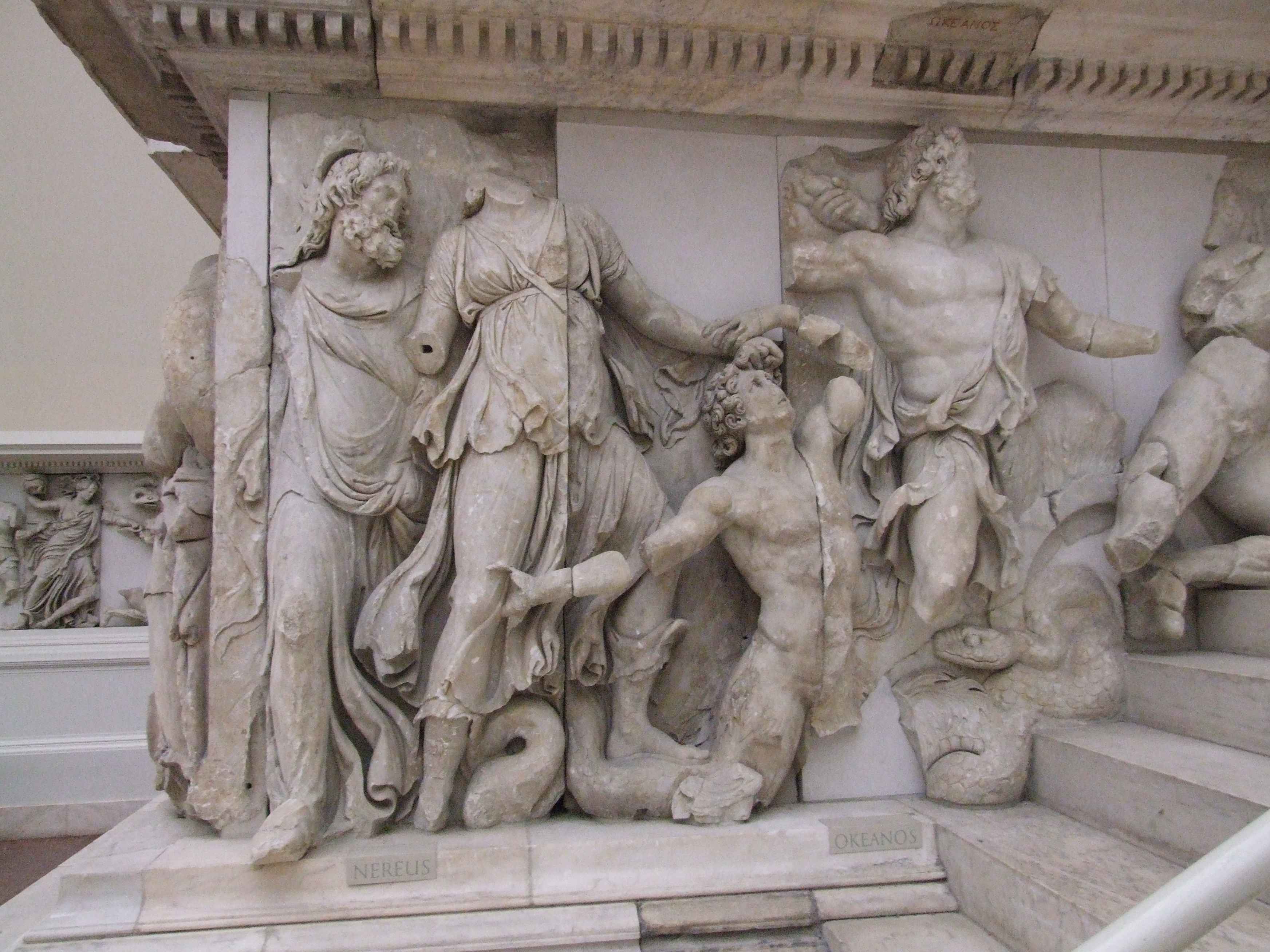
左から順にネレウス、ドリス、巨人、そしてオケアノス

祭壇の北リザリットには海に関係する神々が集められている。西側の壁面には、トリトンおよびその母アンピトリテが複数の巨人と交戦する様子が描かれている。トリトンの上半身は人間であり、下半身の前部は馬、後部はイルカの形をしている。階段脇の内壁には、ネーレウスとドーリスの夫婦、さらにはオーケアノスおよびテーテュースとされる断片が確認されており、いずれも巨人との戦闘に加わっている。

#### 西側フリーズ（南リザリットの右側）
南リザリットには自然の神々や神話上の存在が多数集結している。リザリット正面には、ディオニュソスが二人の若いサテュロスを伴い、戦いに加わる様子が描かれている。その傍らには、彼の母セメレが獅子を率いて戦場に臨む姿が見られる。階段側の壁面には、三人のニュムペーの断片が確認される。また、この箇所には唯一の彫刻家の署名が存在し、コーニスに「ΘΕΟΡΡΗΤΟΣ」と刻まれている。

#### 北側のフリーズ
この側の神々の列はアプロディテから始まる。フリーズが連続した構図で構想されていることを考慮すれば彼女は東側フリーズを締めくくる恋人アレスの隣に位置する。愛の女神アプロディテは倒れた巨人から槍を引き抜く姿で表現されている。その隣では、彼女の母であるディオネと、彼女の幼い息子エロスも戦いに加わっている。続く二体の人物像については確定されていないが、双子神カストールおよびポリュデウケースとみなされている。カストールは背後から巨人に捕らえられ腕を噛まれるが、それを見た兄弟が救援に駆けつける場面が描かれている。

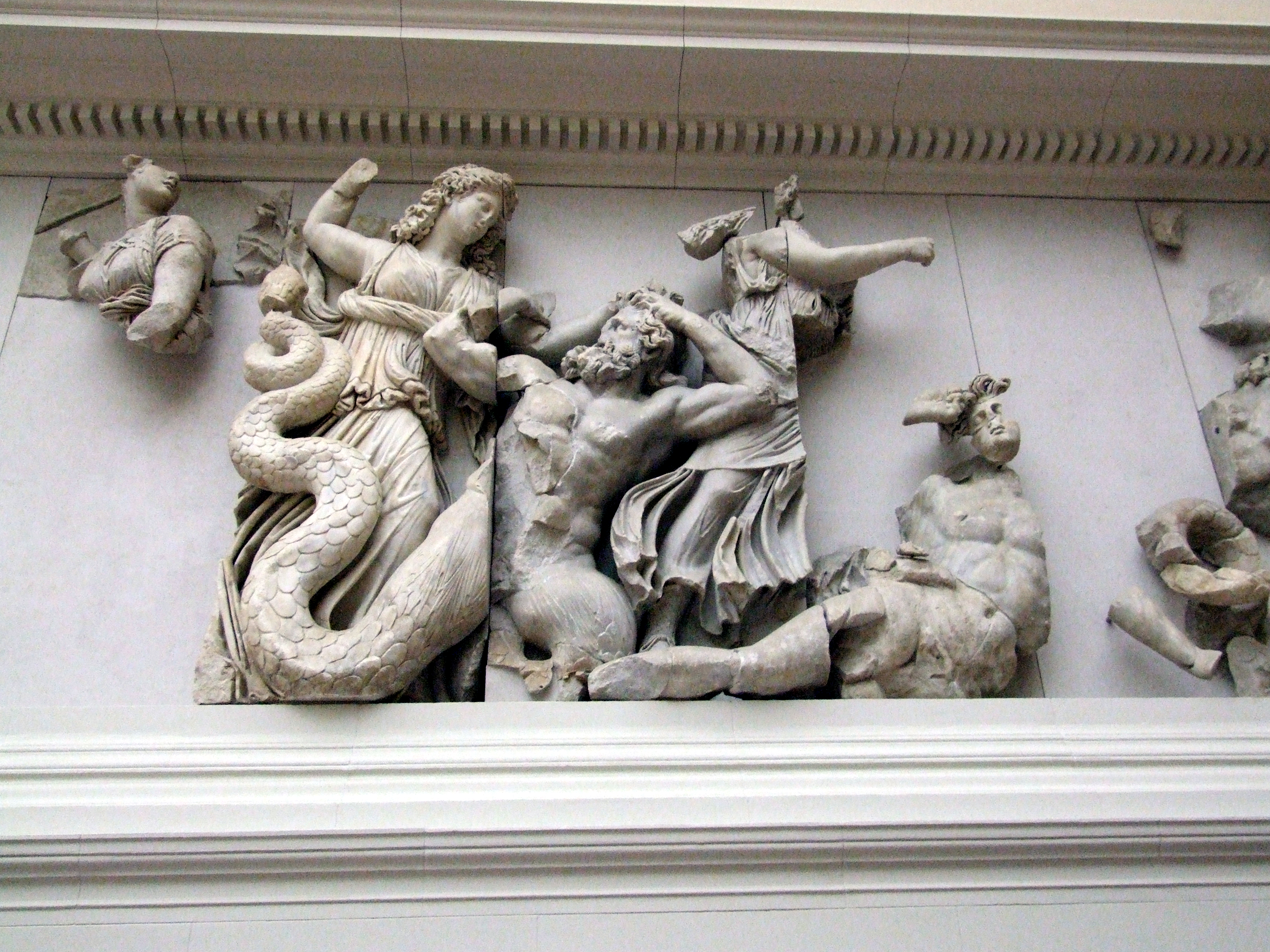
三人のモイライ（運命の女神たち）が、巨人アグリオスとトアスを棍棒で打ち倒している。

続く三組の戦闘場面は戦の神アレスに関連づけられるものであるが、具体的に誰が描かれているかについては定かではない。最初の場面では、ある神が木の幹を投げつけようと構えている。中央では、翼を持つ女神が剣を敵に突き立てている。そして三番目の場面では、別の神が鎧をまとった巨人と格闘している。次に現れる神は、かつて夜の女神ニュクスと見なされていたが、近年では復讐の女神エリニュスの一柱（エリニュスは複数神の総称）とされている。彼女は蛇に巻かれた容器を手に持ち、今にもそれを投げつけようとしている。その後にはさらに二つの擬人化された神が戦闘に加わっている。運命の女神たる三柱のモイライは、巨人アグリオスおよびトアースを青銅の棍棒によって討ち取っている。
次の戦闘場面には、「獅子の女神」と称されるケートーが描かれている。この場面はモイライの直後に続くものではなく、その間には一組の戦士像があったと推定される空白がある。そこにはケートーの子供であるグライアイが配されていた可能性がある。ケートーは、ケートス（Ketos、ギリシア語でクジラの意 ）を含む複数の怪物の母とされ、そのケートスが彼女の足元から姿を現している。北側フリーズの終端には、海神ポセイドンが登場する。彼は海中から現れ海馬の牽く戦車に乗って進軍している。次の場面は、北側リザリットにおける海神たちの戦いである。

### テーレポスのフリーズ

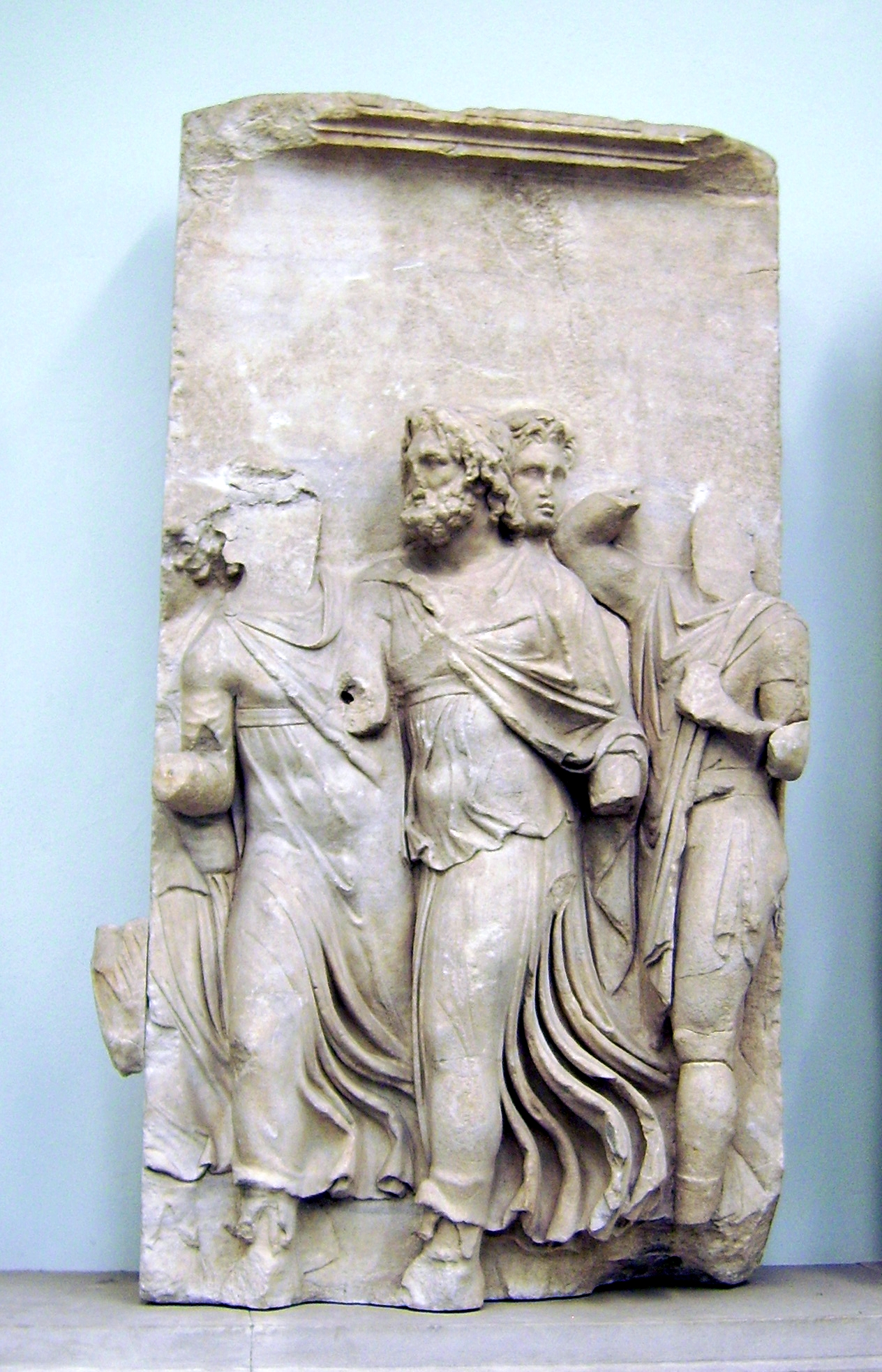
Teuthras王が岸辺に打ち上げられたアウゲーを発見する場面（パネル10）。

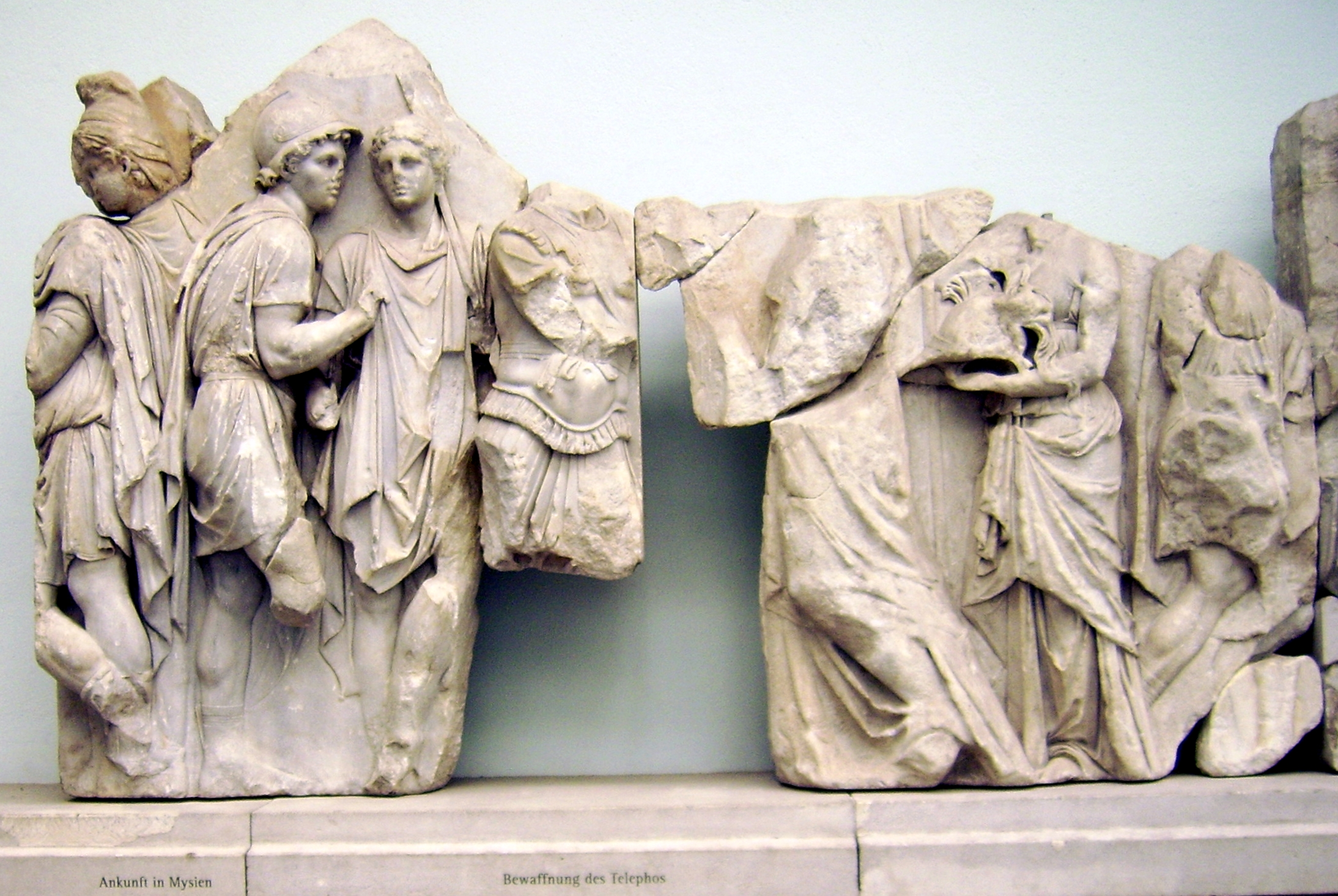
テーレポスがアウゲーから武器を受け取る場面（パネル16および17）。

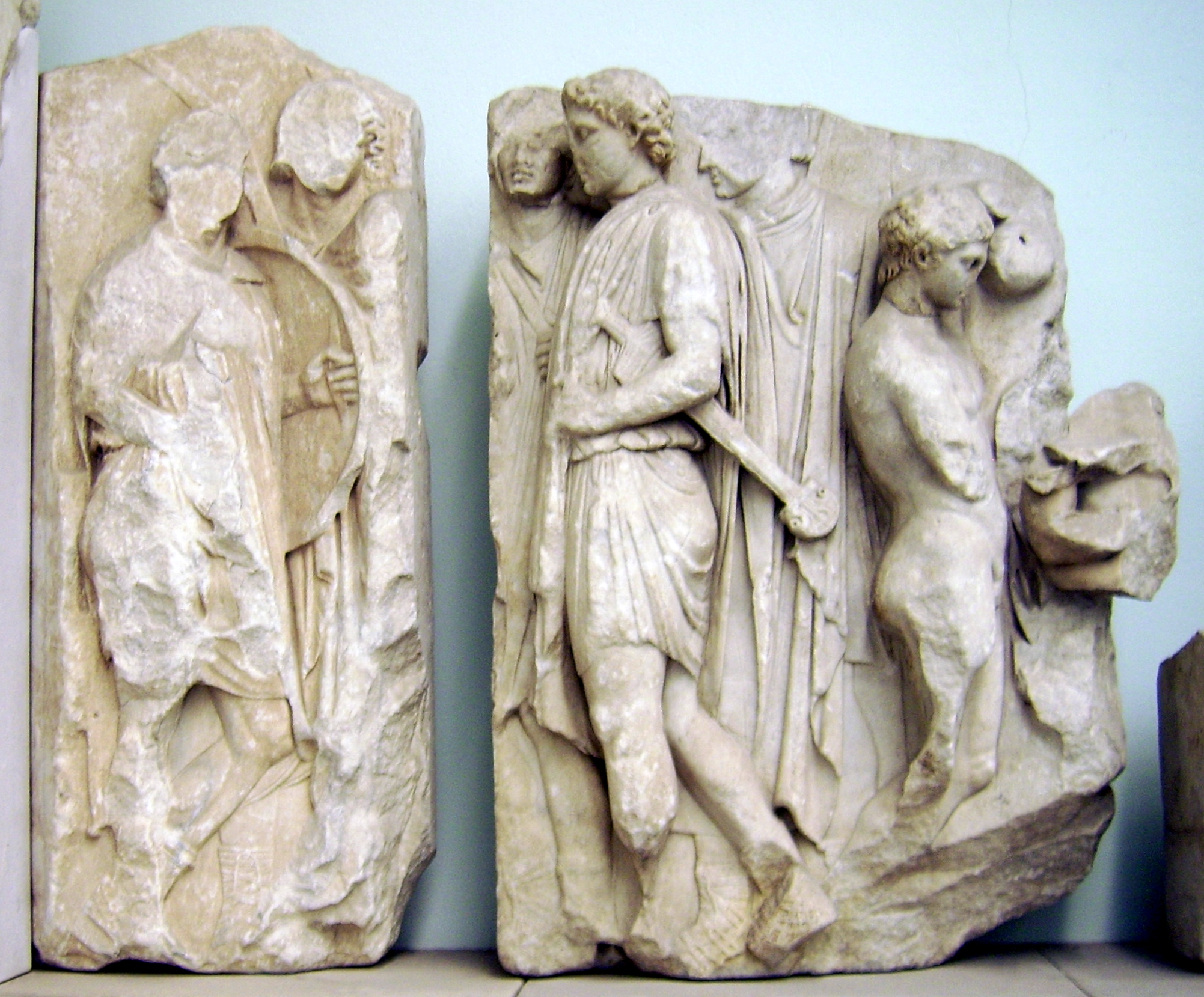
アルゴスの人々がテーレポスを歓迎する場面

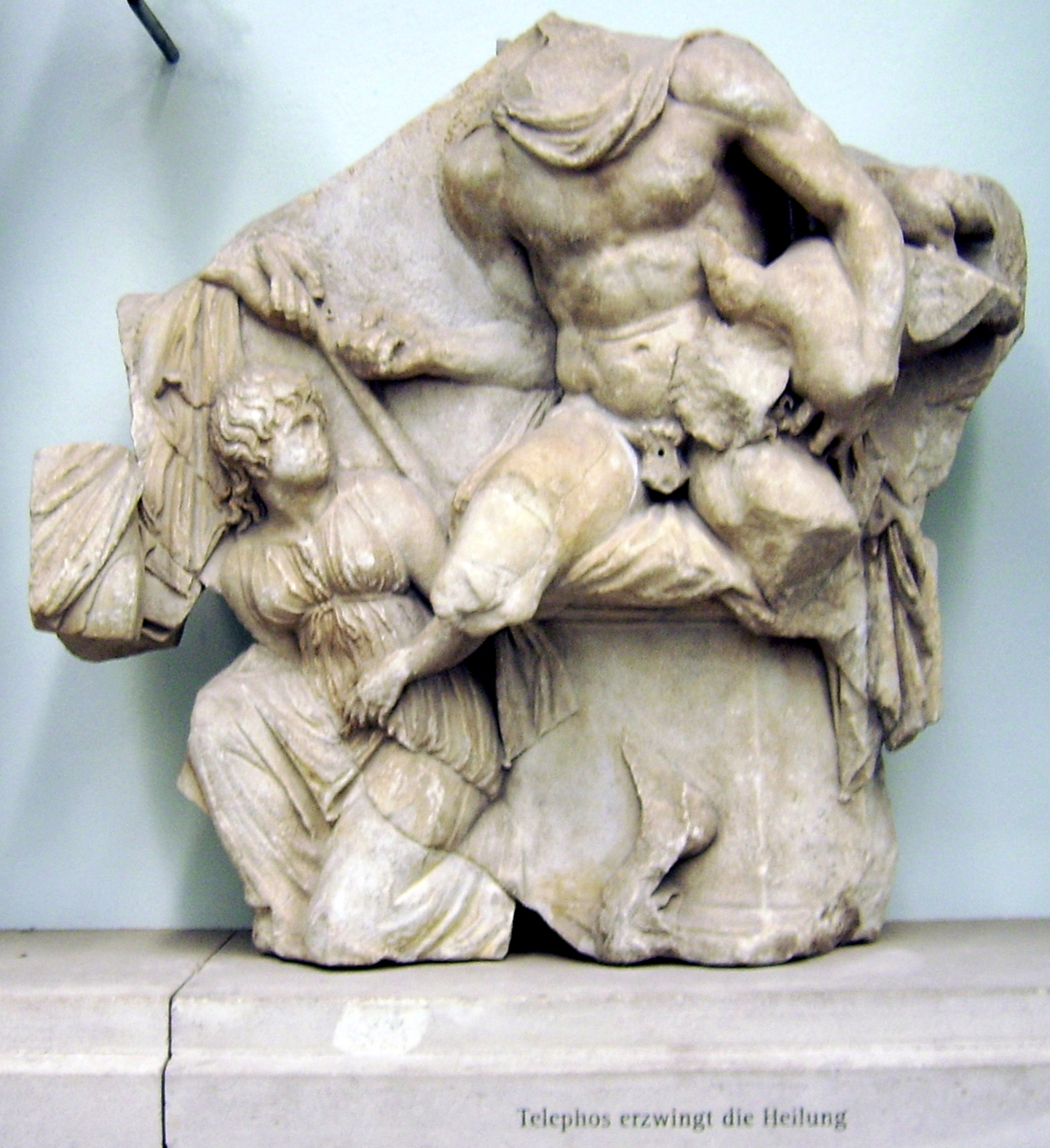
テーレポスがオレステスを殺すと脅す場面（パネル42）。

このフリーズは、ギリシア神話の英雄の一人であるテーレポスの生涯を時系列で描写している。この伝説は、紀元前5世紀のアイスキュロス、ソポクレス、エウリピデスといった悲劇作家による戯曲など、文献資料からも知られている。
実際の火壇が置かれていた上部の内部中庭はスペースが限られていたため、テーレポスのフリーズは、ギガントマキアーのフリーズに比べて浅い厚みの石板に彫刻された。寸法も控えめで規模も小さい。高さは1.58メートルである。フリーズは当初彩色されていたが、色の痕跡はほとんど残っていない。当時としては革新的な技術も見られ、像は奥行きに応じて段差をつけて配置され、建築要素が屋内の活動を示すために用いられ、景観は豊かで絵画的である。これらの新たな空間表現法は、後期ヘレニズム時代およびローマ時代の作風に影響を与えた。
1990年代半ばの修復作業の際、従来想定されていた年代順の配列が一部において誤りであることが判明した。そのため展示の再配置が行われたが、ベルリン・ペルガモン博物館における51枚のレリーフパネルの元の番号は維持された。例えば、かつて最初のパネルと考えられていたものは、パネル31の後ろに移動された。すべてのパネルが現存しているわけではなく、物語の展示にはいくつかの空白がある。

### 所蔵されている像

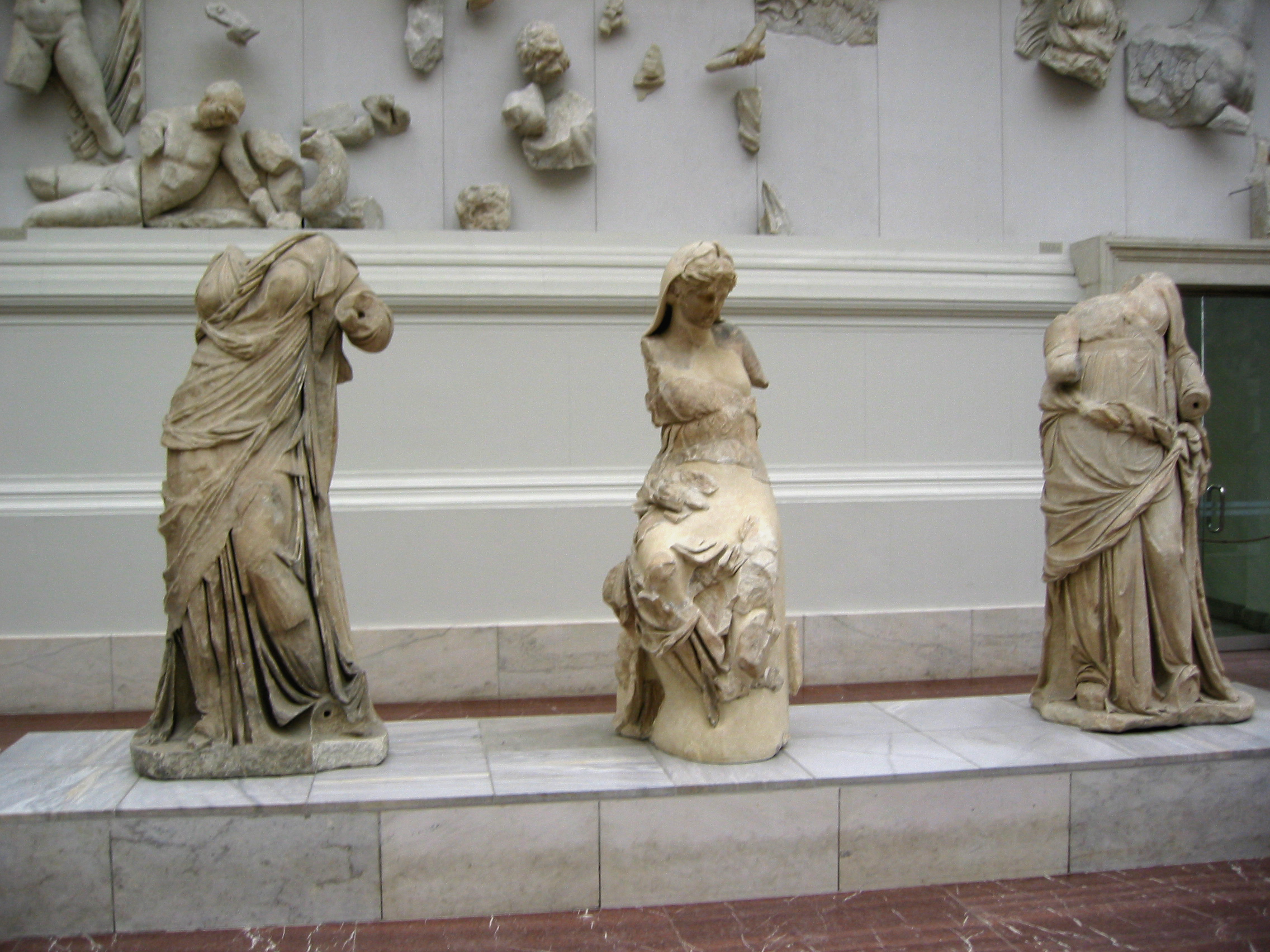
現在ベルリンのペルガモン博物館にある、祭壇周辺出土の身元不明の三体の像。

祭壇の屋根には、多くの小像が設置されていた。これには神々の像、馬の駆る戦車、ケンタウロス、ライオングリフォンが含まれる。これらの出土品は、その機能や配置について考古学者の間で明確な結論が出ていない。祭壇の聖域の北側壁には長さ64メートルの台座も発見され、多数の像が装飾されていた。祭壇周辺がどれほど青銅像や大理石像で飾られていたかは不明であるが、その装飾は非常に豪華であり、寄進者にとって大きな負担であったことは確かである。

ギガントマキアーのフリーズの上層にあるテーレポスのフリーズを収めた上階にも、周囲を囲むポルチコが存在した。柱間にはさらなる像が置かれていた可能性がある。この説は、出土品の中に30点ほどの女性像が含まれていることによって支持されており、これらはペルガモン王国の都市の擬人化と考えられている。実際の火の祭壇には像や装飾はなかったと推定されているが、ローマ時代には天蓋が設置されていた可能性がある。

## 他の芸術品との関連
ギガントマキアーのフリーズの各所では、他のギリシア美術作品を手本としたと見られる描写が認められる。たとえば、理想化された姿勢と美しい容貌をもつアポロンは、古代から有名であった彫刻家レオカレスによる古典期の像を想起させる。その像のローマ時代のコピーのベルヴェデーレのアポロンが現存しており、現在はバチカン美術館に所蔵されている。また、ゼウスとアテナが互いに反対方向へ動く重要な場面は、パルテノン神殿西側破風におけるアテナとポセイドンの争いを描いた場面を思い起こさせる。このような引用や参照は偶然ではなく、ペルガモンを「再生したアテネ」と見なしていたことを示唆している。
また、このフリーズは古代後期の作品にも影響を与えた。最も有名な例は、先述の「ラオコーン像」である。これはペルガモンの浮彫が制作されたおよそ20年後に作られたものであることを、Bernard Andreaeが示している。この像群を制作した芸術家たちは、ペルガモンのレリーフの制作者の直接的な系譜に連なる人物であったか、あるいは実際にそのフリーズの制作に関わった可能性すらある。

## 芸術家
ギガントマキアーのフリーズの制作に何人の芸術家が関与したかという問題は長年にわたり議論されてきたが、いまだ決着を見ていない。また、この芸術作品において個々の芸術家の特徴的な作風を識別できるかという点についても意見が分かれている。ただし、少なくともフリーズの基本設計が単一の芸術家によるものであるという点にはおおむね合意がある。細部に至るまで一貫した構成が確認されることから、設計は最小の要素に至るまで詳細に練られていたと推測され、現場での判断に任された部分はなかったと考えられる。例えば、戦闘する神々の群像の配置においてもそれぞれが独自の構成をとっており、女神たちの髪型や履物にも常に差異が見られる。すべての戦闘のペアは個別に構成されており、像の個性は芸術家の個人的な作風によるものではなく像そのものに固有の特徴として表現されている。
確かに、学者たちは個々の芸術家に帰せられる作風の差異を指摘しているが、全体としてのフリーズの一貫性を考慮すると、それらの差異は作品全体を鑑賞する際にはほとんど問題にならないほどである。この解釈によれば、ギリシア各地から集まった芸術家たちは、全体を統括する単一の設計者の計画に従ったとされる。この見解を裏付ける一例として、アテナイやロドス出身の芸術家による銘文の存在が挙げられる。彫刻家たちは自らが担当した部分の下部モールディングに署名することを許されていたと考えられているが、現存する銘文はごくわずかであるため参加した芸術家の人数について明確な結論を導くことはできない。
唯一、南側リザリットに刻まれた銘文が判読可能な形で残っており、そこにはΘΕΌΡΡΗΤΟΣという名が表された。下部の装飾が存在しない箇所であったため像の近くの大理石に直接刻まれている。このほかの銘文を分析した結果、文字の様式から年長の世代と若い世代の彫刻家が共に作業に携わっていたことが判明しており、全体としての統一性がいかに高度なものであったかを示している。
この署名と、それに対応する「作った」を意味する銘文「ἐποίησεν」との間に約2.7メートルの距離があることから、その間にも別の彫刻家の署名があった可能性がある。仮にそれが事実であれば、参加した彫刻家は少なくとも40人に上ると推定される。なお、このリザリット正面には2人の彫刻家の署名があったことが確認されているが、彼らの名前は伝わっていない。

### 黄金比の応用
Patrice Foutakisによる研究では古代ギリシア建築において黄金比が用いられていたかどうかが検討された。この目的のため、紀元前5世紀から紀元後2世紀までの間に建てられた15の神殿、18の記念墓、8の石棺、58の墓碑の寸法が調査された。その結果、紀元前5世紀のギリシア建築に黄金比は全く見られず、それ以降の6世紀においてもほとんど見られないことが明らかになった。研究の中で黄金比が確認された稀有な例は、1つの塔、1つの墓、1つの墓碑、そしてペルガモン大祭壇の4件である。
この祭壇の正面、すなわち観覧者が正面に立った際に見えるフリーズの2面では、高さ2.29メートルに対し長さ5.17メートル、比率は1:2:25であり、これはパルテノン神殿の比率に一致する。ペルガモンはアテナイと良好な関係にあり、その王たちはアッティカ芸術を好み、パルテノン神殿へ献上物を捧げていた。また、両都市の守護神は同じくアテナであった。
ペルガモンにあるAthena Polias Nikephoros神殿は大祭壇から数メートルの距離にあり、そこにはパルテノンの彫刻家フェイディアスによるアテナ像の複製も置かれていた。大祭壇の正面階段を挟んで配置された2基の柱廊建築は2つのイオニア式神殿の形式を呈している。それぞれの神殿の比率は、スタイロベートの幅4.722メートルに対し長さ7.66メートル、比率は1:1:62、またエンタブラチュアを含む高さ2.93メートルに対し幅4.722メートル、比率は1:1:61である。観覧者が階段を上りポルチコを通ると内側の列柱に囲まれた中庭に入るが、その内部空間の寸法は幅13.50メートルに対し長さ21.60メートル、比率は1:1:60であった。
すなわち、Patrice Foutakisの解釈によれば、この大祭壇を設計した芸術家たちは、正面軸上に立つ観覧者が、黄金比に基づいて設計された2つのイオニア式神殿を見上げ、そこを通って同じく黄金比で構成された中庭に入るよう意図していたという。また、幾何学における中庸比を定式化したユークリッドが活動していたアレクサンドリアと、ペルガモンとの間に存在した政治的・文化的な対立関係も、ペルガモンにおけるこの比率の急速な受容に寄与した可能性がある。ペルガモンはすでに、科学・彫刻・建築・政治の各分野における新たな成果に対して開かれた都市であった。

## レセプション
ドイツ帝国は威信のためにもこの発掘調査を補助し、祭壇やその他の考古学的遺物の独占を急速に進めた。1886年5月から6月にかけて開催された「ベルリン芸術アカデミー創立記念展覧会」では、オリンピアとペルガモンでの最近の発掘成果に関する考古学資料のために1万3,000平方メートルの展示スペースが割かれた。しかし、ギリシャ政府は美術品の国外持ち出しを許可していなかったため、ギリシャからの出土品は展示されなかった。代わりに「ペルガモンの大祭壇」が建設され、祭壇基壇の西側を実物大で再現した模型と、東側のフリーズにあるゼウスとアテナのグループを含む選ばれた浮彫の複製が設置された。また、当時の知識に基づいて2世紀のペルガモン市街の模型も展示された。
この芸術作品の受容において最も顕著な例の一つはベルリンの博物館での祭壇の復元展示である。ペルガモン博物館の設計は、この祭壇の巨大な形状に着想を得ている。祭壇を鑑賞し、またこの芸術作品そのものを研究するために、ペルガモン博物館での復元は重要な役割を果たしてきた。しかし、この建造物の部分的な復元は古代において正面とされていた東側の壁ではなく、むしろ反対側の西側の階段のある面を強調している。この復元や中央展示室の壁を囲む形で設置された残りのフリーズについては賛否が分かれている。批評家たちは、このフリーズを「袖の裏返しのようだ」と評し、「劇場的過ぎる」と批判した。
ナチス政権下では、この種の建築様式が模範として評価されるようになった。Wilhelm Kreisは、ベルリンの陸軍総司令部の兵士の間及びギリシャのオリンポス山麓に計画された未実現の戦士記念碑において、ペルガモン祭壇に非常に類似した建築形態を選んだ。しかし、兵士の間においてはフリーズは前面のリザリット部分のみに限定された。彫刻家アルノ・ブレーカーによるフリーズは結局制作されなかった。この建築様式を利用することはナチスのイデオロギーとも合致していた。祭壇は自己犠牲や英雄的死のイメージを喚起するものであり、ナチスにとってペルガモンの大祭壇とWilhelm Kreisによる二つの建築物は「宗教的建造物」とみなされた。さらにナチスは祭壇のフリーズが伝える、善が悪に勝つというメッセージをも利用しようと試みた。
ペーター・ヴァイスは小説『The Aesthetics of Resistance』の冒頭でギガントマキアーのフリーズを描写している。回想的にヴァイスの考察は祭壇の起源、歴史、発見、そして博物館での再建にまで及んでいる。
また、2000年の夏季オリンピック開催地としてベルリンが応募した際、ペルガモン祭壇を背景に使用したことに対して一部のメディアや市民から批判があった。ベルリン市の上院は国際オリンピック委員会（IOC）執行委員を祭壇前の晩餐会に招待したが、これは1936年のベルリン大会招致の際の状況を思い起こさせるものであった。当時もナチスの内務大臣ヴィルヘルム・フリックがIOC委員を祭壇前の晩餐会に招いている。
2013年には、ギガントマキアーのフリーズを芸術的に再構築した架空の写真プロジェクト「Pergamon 2nd Life」が、モスクワのプーシキン国立美術館で世界初公開された。

## さらに読む
- Bilsel, Can. 2012. Antiquity On Display: Regimes of the Authentic In Berlin's Pergamon Museum. Oxford: Oxford University Press.
- De Grummond, Nancy Thomson, and Brunilde Sismondo Ridgway. 2000. 'From Pergamon to Sperlonga: Sculpture and Context. Berkeley: University of California Press.
- Dreyfus, Renée, and Ellen Schraudolph. 1996. Pergamon: The Telephos Frieze From the Great Altar. San Francisco: Fine Arts Museums of San Francisco.
- Kahl, Brigitte. 2010. Galatians Re-Imagined: Reading with the Eyes of the Vanquished. Minneapolis: Fortress Press.
- Pollitt, J. J. 2002. Art in the Hellenistic age. Cambridge, UK, and New York: Cambridge Univ. Press.
- Ridgway, Brunilde Sismondo. 2000. Hellenistic sculpture. Vol. 2, The styles of ca. 200–100 B.C. Madison: Univ. of Wisconsin Press.
- Smith, R. R. 1991. Hellenistic sculpture: A handbook. World of Art. London and New York: Thames & Hudson.

座標: 北緯39度07分52秒 東経27度11分02秒 / 北緯39.131051度 東経27.183931度